# Siberia
Siberia (tiếng Nga: Сибирь, đã Latinh hoá: Sibir', IPA: [sʲɪˈbʲirʲ] ⓘ) là vùng đất rộng lớn gần như nằm trọn trong nước Nga, chiếm gần toàn bộ phần Bắc Á và bao gồm phần lớn thảo nguyên Á-Âu. Siberia trong lịch sử là một phần của nước Nga hiện đại kể từ nửa sau thế kỷ 16.
Vùng đất này bắt đầu từ phía đông dãy núi Ural trải dài đến Thái Bình Dương; phía bắc là Bắc Băng Dương xuống phía nam là các ngọn đồi miền bắc Kazakhstan và có biên giới với Mông Cổ và Trung Quốc. Trừ phần tây-nam không nằm trong lãnh thổ Nga, các vùng khác nhau của Siberia chiếm tới 77% diện tích nước này, trong khi đó chỉ chiếm có 27% dân số toàn Nga. Điều này tương đương với mật độ dân số trung bình khoảng 3 người trên mỗi km vuông (7,8/dặm vuông) (gần bằng với Úc), khiến Siberia trở thành một trong những khu vực dân cư thưa thớt nhất trên Trái Đất. Nếu Siberia là một quốc gia, nó vẫn là quốc gia lớn nhất hành tinh, nhưng về dân số, nó sẽ chỉ đứng thứ 35 thế giới và thứ 14 của châu Á.
Trên thế giới, Siberia nổi tiếng chủ yếu với mùa đông dài và khắc nghiệt, với nhiệt độ trung bình tháng 1 là −25 °C (−13 °F). Đây cũng là nơi mà các chính phủ đế quốc Nga và Liên Xô sử dụng để xây nhà tù, trại cải tạo nhằm lưu đày những tù nhân chính trị trong lịch sử.

## Tên gọi
Tồn tại vài phiên bản về nguồn gốc của từ "Siberia" và cho tới nay người ta vẫn chưa thể chắc chắn phiên bản nào là gần với sự thật nhất.
Các phiên bản, gắn với nguồn gốc của một ngôn ngữ nào đó trong nhóm ngôn ngữ Altai/tiếng Nga:
- "Siber/Chiber" — Một từ tiếng Turk cổ (tiếng Bashkir/Tatar), có nghĩa là "đẹp" hay "sặc sỡ". Chẳng hạn, hồ Chebakul dịch từ tiếng Tatar có nghĩa là "hồ đẹp". Trong ngôn ngữ Turk cổ đại từng phổ biến tên gọi Shibir, chẳng hạn trong tên gọi của vị khả hãn (khagan, khắc hàn, khả hàn) người Turk nổi tiếng trong thế kỷ 7 là Shibir Khan Turk-shad, người đã góp phần làm nhà Tùy sụp đổ nhanh chóng. Trong các ngôn ngữ Turk (cụ thể trong tiếng Tatar) có từ "Seber(ү)" có nghĩa là "gió cuốn tuyết" hay "bão tuyết (tuyết bị gió cuốn lên)", như thế tên gọi Sibir rất có thể có nghĩa liên quan tới bão tuyết.
- "Shibir" — Từ trong tiếng Mông Cổ, có nghĩa là vùng đất đầm lầy, với những cây bạch dương mọc thành các khu rừng rậm. Người ta cho rằng, vào thời kỳ Thành Cát Tư Hãn thì người Mông Cổ dùng tên gọi này để chỉ khu vực rừng-thảo nguyên của Taiga sát biên giới với lãnh thổ của họ.[1]
- Một diễn giải cho rằng tên gọi bắt nguồn một từ trong tiếng Nga để chỉ "phương bắc" (север, sever) được sử gia Ba Lan là Chycliczkowski đưa ra,[2] nhưng diễn giải này đã bị Anatole Baikaloff bác bỏ[3] trên nền tảng cho rằng các dân tộc cận kề như người Trung Quốc, người Ả Rập hay người Mông Cổ, với tên gọi của khu vực này là gần giống nhau, có thể đã không biết tiếng Nga. Ông cũng đưa ra gợi ý cho rằng tên gọi này là sự kết hợp của hai từ trong tiếng Turk cổ là "su" (nước) và "birr" (vùng đất hoang dã).

Các phiên bản gắn với một nhóm sắc tộc nào đó (người ta tin rằng chúng nói chung không ảnh hưởng tới từ nguyên, nhưng được liệt kê ở đây như là những phiên bản có thể nhất):
- Theo phiên bản của Z. Ya. Boyarshinova thì tên gọi Sibir xuất phát từ tên gọi của một nhóm sắc tộc là Sipyr, mà nguồn gốc ngôn ngữ của họ hiện vẫn còn đầy tranh cãi. Sau đó tên gọi này được áp dụng cho nhóm sắc tộc thuộc ngôn ngữ Turk, từng sinh sống dọc theo sông Irtysh trong khu vực ngày nay là Tobolsk.
- Theo phiên bản của V. Sophronov, thì tên gọi Sibir bắt nguồn từ nhóm sắc tộc gốc Turk, hiện nay được biết đến như là người Tatar Siberia, với tên họ tự gọi (Sabyr), theo ý kiến tác giả, thực tế có nghĩa là sự kiên nhẫn. Một ý kiến khác thì cho rằng nó có nghĩa là "địa phương/bản xứ" (y/ir — đàn ông, nhân dân, người; siber/y — sa khoáng, bỏ lại trên mặt đất; nguyên văn: "những người sinh sống tại đó phát tán").[4]
- Một phiên bản khác cho rằng khu vực này được đặt tên theo người Tích Bá (Xibe).[5]

Sự phổ biến tên gọi "Sibir" trên những vùng lãnh thổ rộng lớn trực tiếp gắn liền với tên gọi của thủ đô của Hãn quốc Siberia của người Tatar, bị sáp nhập vào Sa quốc Moskva dưới thời Ivan Hung đế (1530-1584). Trích đoạn phỏng dịch từ biên niên sử Esipov (tiếng Nga cổ): "...tiến vào đất Sibir...người Tatar sợ hãi trước nhiều lần tiến đánh của các chiến binh Nga, chạy trốn khỏi thành lũy của mình, mà trước đó người Tatar gọi thành phố thủ đô của họ nơi cửa sông Tobol và Irtysh là Sibir, bỏ lại nó trống không. Những chiến binh Nga tới và đóng lại đó và khẳng định thành lũy này vững mạnh, hiện nay gọi là thành Tobolesk Chúa Cứu thế".
Bắt đầu từ thế kỷ 13 tên gọi Sibir bắt đầu được sử dụng không những để chỉ sắc tộc mà còn để chỉ nơi mà sắc tộc đó sinh sống. Theo ý nghĩa này thì tên gọi của khu vực lần đầu tiên được các tác giả Iran nhắc tới trong thế kỷ 13, với tên gọi "Sebur" lần đầu tiên xuất hiện trên bản đồ trong tập bản đồ Catalan năm 1375. Trong các biên niên sử Nga thế kỷ 15 thì Sibir được dùng để chỉ khu vực ở hạ lưu sông Tobol và trung lưu sông Irtysh.
Nhưng việc sử dụng từ Sibir theo ý nghĩa địa chính trị thì lại gắn liền với toàn bộ vùng đất nằm ở phía đông sông Volga. Trong bức thư gửi nữ hoàng Elizabeth I (năm 1570) Ivan Hung đế tự gọi mình là: "Vua Pskov và đại công tước xứ Smolensk, Tver, các vùng đất Chernigov, Ryazan, Polotsk, Ros... (phần này của từ bị mất) và toàn bộ vùng đất Sibir".

## Thời tiền sử
Khu vực này có nhiều giá trị về cổ sinh vật học, vì nó chứa các cơ thể của những loài động vật thời tiền sử từ Kỷ nguyên thế Pleistocene, được bảo quản trong băng hoặc trong tầng đất đóng băng vĩnh cửu. Mẫu vật của sư tử châu Âu Goldfuss sống trong hang động, Yuka (voi ma mút) và một con voi ma mút lông xoăn từ Oymyakon, một con tê giác lông mượt từ sông Kolyma, và bò rừng bizon và ngựa từ Yukagir đã được tìm thấy.
Các vùng đá núi lửa Siberia được hình thành bởi một trong những sự kiện núi lửa lớn nhất được biết đến trong 500 triệu năm qua của lịch sử địa chất Trái Đất. Hoạt động của nó tiếp tục trong một triệu năm và một số nhà khoa học coi đó là nguyên nhân có thể của "Cuộc tàn sát vĩ đại" khoảng 250 triệu năm trước, ước tính đã giết chết 90% các loài hiện có vào thời điểm đó.
Ít nhất ba loài người sống ở Nam Siberia khoảng 40.000 năm trước: Homo sapiens, người Neanderthal và người Denisova. Năm 2010 bằng chứng DNA xác định cuối cùng là một loài riêng biệt.

## Lịch sử

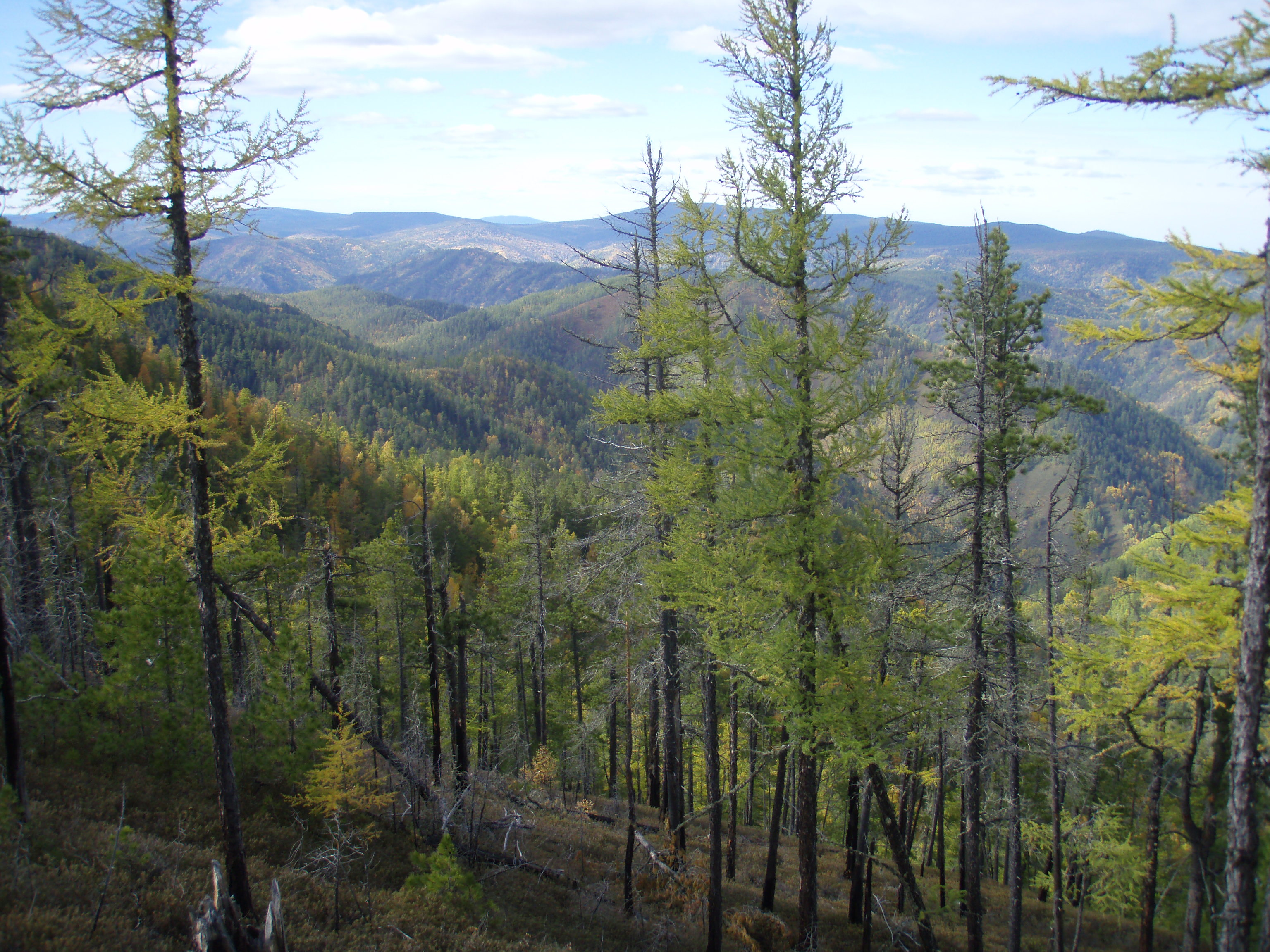
Rừng taiga ở Siberia

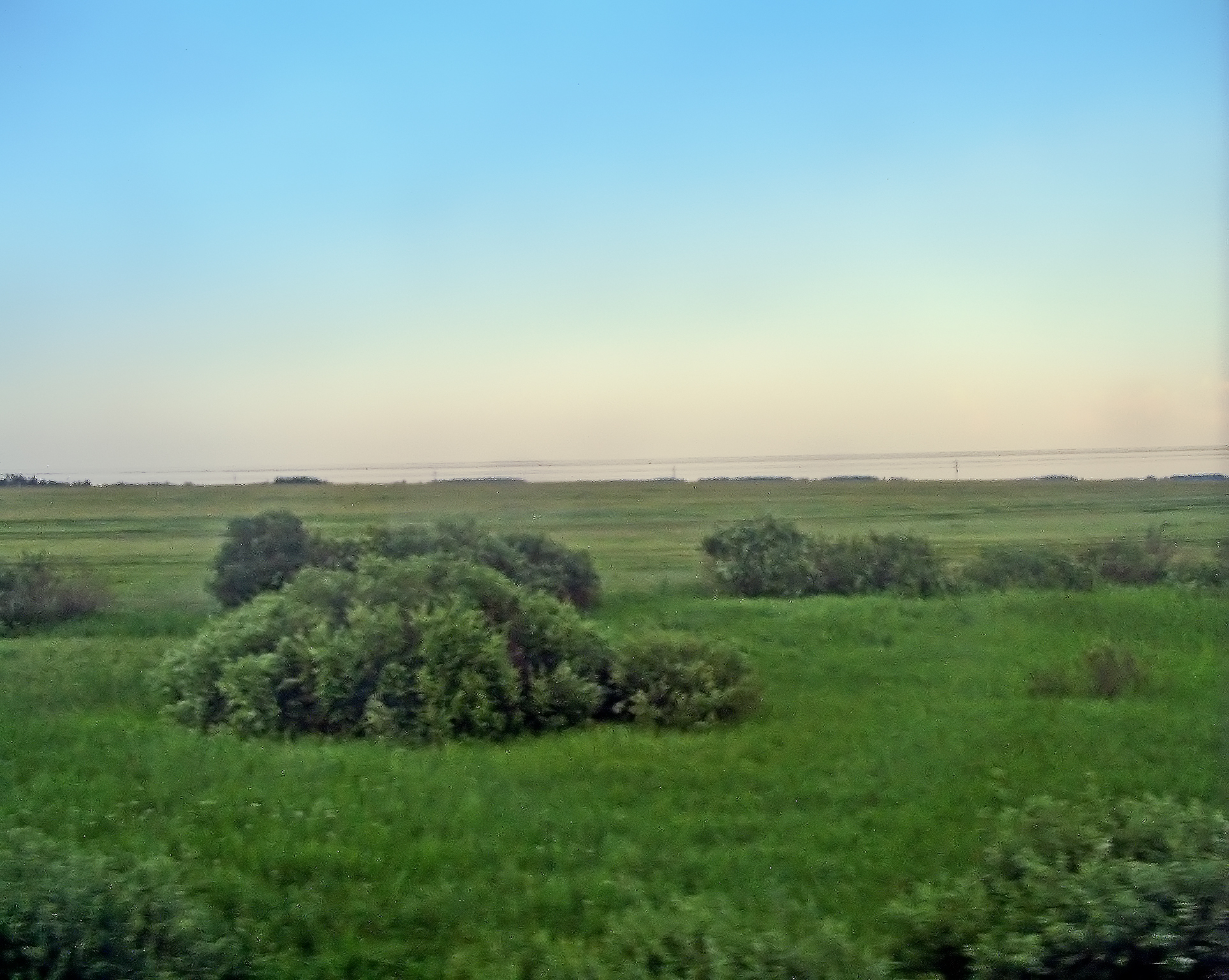
Một cảnh thảo nguyên nhìn từ đường sắt xuyên Sibir.

Nhiều nhóm dân du mục có mặt ở Siberia từ rất xa xưa ví dụ như Yenet, Nenet, Hung Nô, Uyghur. Người Khiết Đan cũng chiếm đóng một phần của khu vực. Hãn (Khan) vùng Siberia ở gần Tobolsk ngày nay được biết đến là nhân vật quyền lực lớn, đã từng phong tước cho Kubrat (một vị vua người Bulgaria) là Khả hãn (Khagan) vùng Avaria năm 630. Đế quốc Mông Cổ xâm chiếm nơi này vào thế kỷ 13 và cho vùng đất này quyền tự trị, gọi là Hãn quốc Siberia.
Với sự diệt vong của hãn quốc Kim Trướng, Khả hãn tự trị của Sibir được hình thành vào cuối thế kỷ 15. Bộ lạc Yakut nói tiếng Turk di cư về phía bắc từ khu vực hồ Baikal dưới áp lực của các bộ lạc Mông Cổ trong thế kỷ 13 đến 15. Khi ấy, Siberia vẫn là một khu vực dân cư thưa thớt. Nhà sử học John F. Richards đã viết: "Thật sự rất đáng nghi ngờ khi biết rằng tổng dân số Siberia hiện đại ban đầu vượt quá 300.000 người".
Vào thế kỷ 16, thế lực lớn mạnh của nước Nga ở phía tây bắt đầu làm suy yếu Hãn quốc Siberia. Đầu tiên, những nhóm thương nhân và người Cô-dắc xâm nhập khu vực, rồi quân đội Nga xây dựng những tiền đồn tiến xa dần về phía đông để bảo vệ những người định cư mới di cư từ lãnh thổ Nga bên châu Âu. Những thị trấn như Mangazeya, Tara, Yeniseysk và Tobolsk (trung tâm vùng Siberi, cuối cùng trở thành thủ phủ thực tế của Siberia từ năm 1590) bắt đầu hình thành và phát triển. Vào thời điểm này, Sibir là tên của một pháo đài tại Qashlik, gần Tobolsk. Gerardus Mercator, trong một bản đồ xuất bản năm 1595, đánh dấu Sibier là tên của một khu định cư và lãnh thổ xung quanh dọc theo một nhánh bên trái của Ob. Các tài liệu khác cho rằng bộ lạc Xibe, một dân tộc Tungusic bản địa, đã kháng cự quyết liệt đối với sự bành trướng của Nga bên kia dãy Ural. Một số người cho rằng thuật ngữ "Siberia" là một từ ngữ của dân tộc học của họ.
Cho đến thế kỷ 17, vùng kiểm soát của nước Nga đã chạm đến bờ Thái Bình Dương. Khoảng 230.000 người Nga đã định cư ở Siberia vào năm 1709. Các thế kỷ tiếp theo, Siberia nhìn chung vẫn là vùng đất không người ở và chưa được khám phá. Chỉ có rất ít chuyến thám hiểm và những người buôn bán sống ở đây. Một nhóm người khác bị đưa đến đây sinh sống là những tù nhân chính trị đến từ phía tây nước Nga hoặc những vùng đất bị Nga cai trị khi ấy, ví dụ như Ba Lan.

Bản đồ của đường sắt xuyên Siberia vào thế kỷ 18 (xanh) và đầu thế kỷ 19 (đỏ).

Tuyến đường sắt xuyên Siberia xây dựng từ 1891-1903 là thay đổi to lớn cho "vùng đất đang ngủ yên" này. Tuyến đường đã nối liền Siberia với những miền phía tây nước Nga đang công nghiệp hoá nhanh chóng dưới thời sa hoàng Nikolai II (r. 1894-1917). Khoảng bảy triệu người di cư đến Siberia từ Nga thuộc châu Âu trong khoảng thời gian từ năm 1801 đến 1914. Từ năm 1859 đến 1917, hơn nửa triệu người đã di cư đến vùng Viễn Đông Nga. Siberia có nguồn tài nguyên phong phú và dồi dào. Trong suốt thế kỷ 20, chúng được khai thác và nhiều khu dân cư công nghiệp mọc lên trong vùng.
Năm 1908, tại đây đã có một vụ nổ lớn, thường được biết đến với tên vụ nổ Tunguska. Vào lúc 7:15 sáng ngày 30 tháng 6 năm 1908, sự kiện Tunguska đã đốn hạ hàng triệu cây gần sông Podkamennaya Tunguska (Stony Tunguska) ở trung tâm Siberia. Hầu hết các nhà khoa học tin rằng kết quả này là do vụ nổ không khí của sao băng hoặc sao chổi. Mặc dù chưa tìm thấy miệng hố liên quan đến vụ nổ, cảnh quan trong khu vực (dân cư thưa thớt) vẫn mang dấu vết của sự kiện này. 

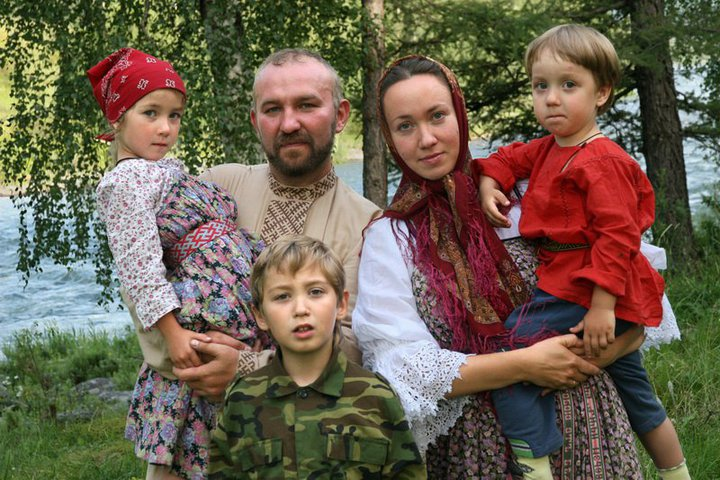
Một gia đình người Cossack ở Novosibirsk

Trong những thập niên đầu của Liên Xô (đặc biệt là trong những năm 1930 và 1940), chính phủ đã sử dụng Siberia để quản lý một hệ thống trại cải tạo hình sự. Theo ước tính bán chính thức của Liên Xô, vốn không được công khai cho đến sau khi chính quyền Xô viết sụp đổ năm 1991, từ năm 1929 đến 1953, hơn 14 triệu người đã đi qua các trại và nhà tù này, nhiều người trong số họ ở Siberia. Bảy đến tám triệu người khác đã bị trục xuất nội bộ đến các vùng xa xôi của Liên Xô (bao gồm toàn bộ quốc tịch hoặc sắc tộc trong một số trường hợp).
Nửa triệu (516.841) tù nhân đã chết trong các trại cải tạo từ năm 1941 đến 1943 do thiếu lương thực do chiến tranh thế giới thứ hai gây ra. Ở các thời kỳ khác, tỷ lệ tử vong tương đối thấp hơn. Quy mô, phạm vi và cách thức hoạt động của các trại lao động cải tạo vẫn là chủ đề của nhiều nghiên cứu và tranh luận. Nhiều trại hoạt động ở những vùng cực kỳ xa xôi của vùng đông bắc Siberia. Các khu trại nổi tiếng nhất bao gồm Sevvostlag (Trại Đông Bắc) dọc theo sông Kolyma và Norillag gần Norilsk, nơi 69.000 tù nhân sống vào năm 1952. Các thành phố công nghiệp lớn của Bắc Siberia, như Norilsk và Magadan, được phát triển từ các trại được xây dựng bởi các tù nhân và được điều hành bởi các cựu tù nhân.

## Địa lí

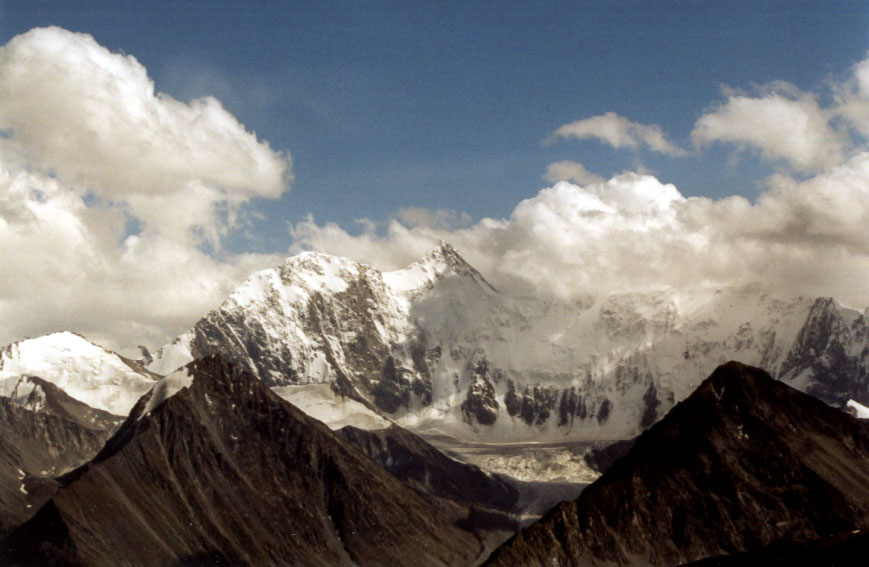
Núi Belukha - dãy núi Altai

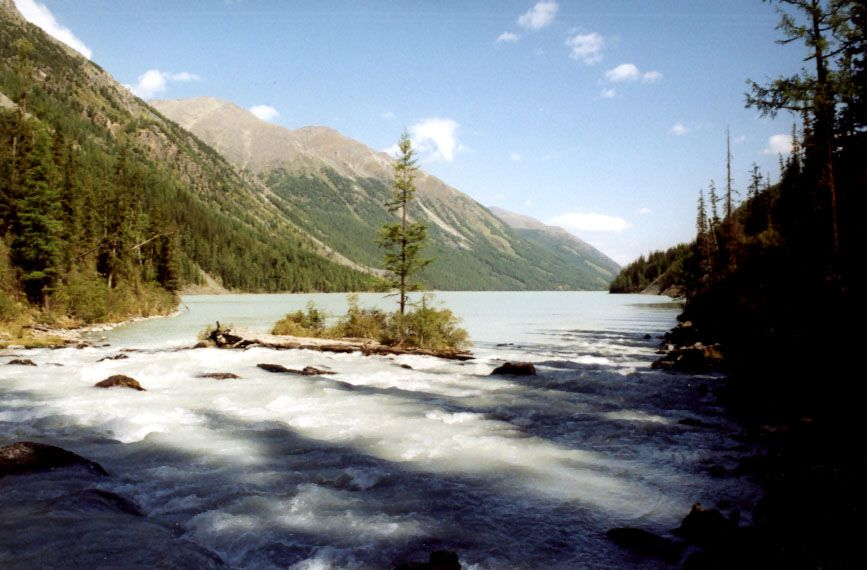
Altai, Hồ Kutsherla trên dãy núi Altai.

Với diện tích 13,1 triệu km², Siberia chiếm khoảng 77% lãnh thổ Nga và gần 10% diện tích đất của Trái Đất (diện tích đất của Trái Đất là 148.940.000 km2, 57.510.000 dặm vuông). Trong khi Siberia hoàn toàn nằm trong khu vực châu Á, nhiều cơ quan chức năng của Liên Hợp Quốc sẽ không chia nhỏ quốc gia và sẽ đặt toàn bộ ở lãnh thổ Nga của châu Âu và/hoặc Đông Âu. Hai vùng địa lý chủ yếu là Bình nguyên Tây Siberia và Cao nguyên trung tâm Siberia.
Đông và trung Cộng hòa Sakha bao gồm nhiều dãy núi phía bắc-nam ở nhiều độ tuổi khác nhau. Những ngọn núi này kéo dài tới gần 3.000 mét (9.800 ft), nhưng trên vài trăm mét, chúng gần như hoàn toàn không có thảm thực vật. Dãy Verkhoyansk hoàn toàn đóng băng ở thế Pleistocene, nhưng khí hậu quá khô để băng hà kéo dài trên độ cao thấp. Ở những độ cao thấp này là vô số thung lũng, nhiều trong số chúng sâu và được bao phủ bởi rừng thông rụng lá, ngoại trừ ở cực bắc là nơi lãnh nguyên thống trị. Đất chủ yếu là turbels (một loại gelisol). Lớp hoạt động có xu hướng sâu dưới một mét, ngoại trừ gần các con sông.
Điểm cao nhất ở Siberia là ngọn núi lửa đang hoạt động Klyuchevskaya Sopka, trên bán đảo Kamchatka. Đỉnh của nó cao 4.750 mét (15,580 ft).

### Các dãy núi

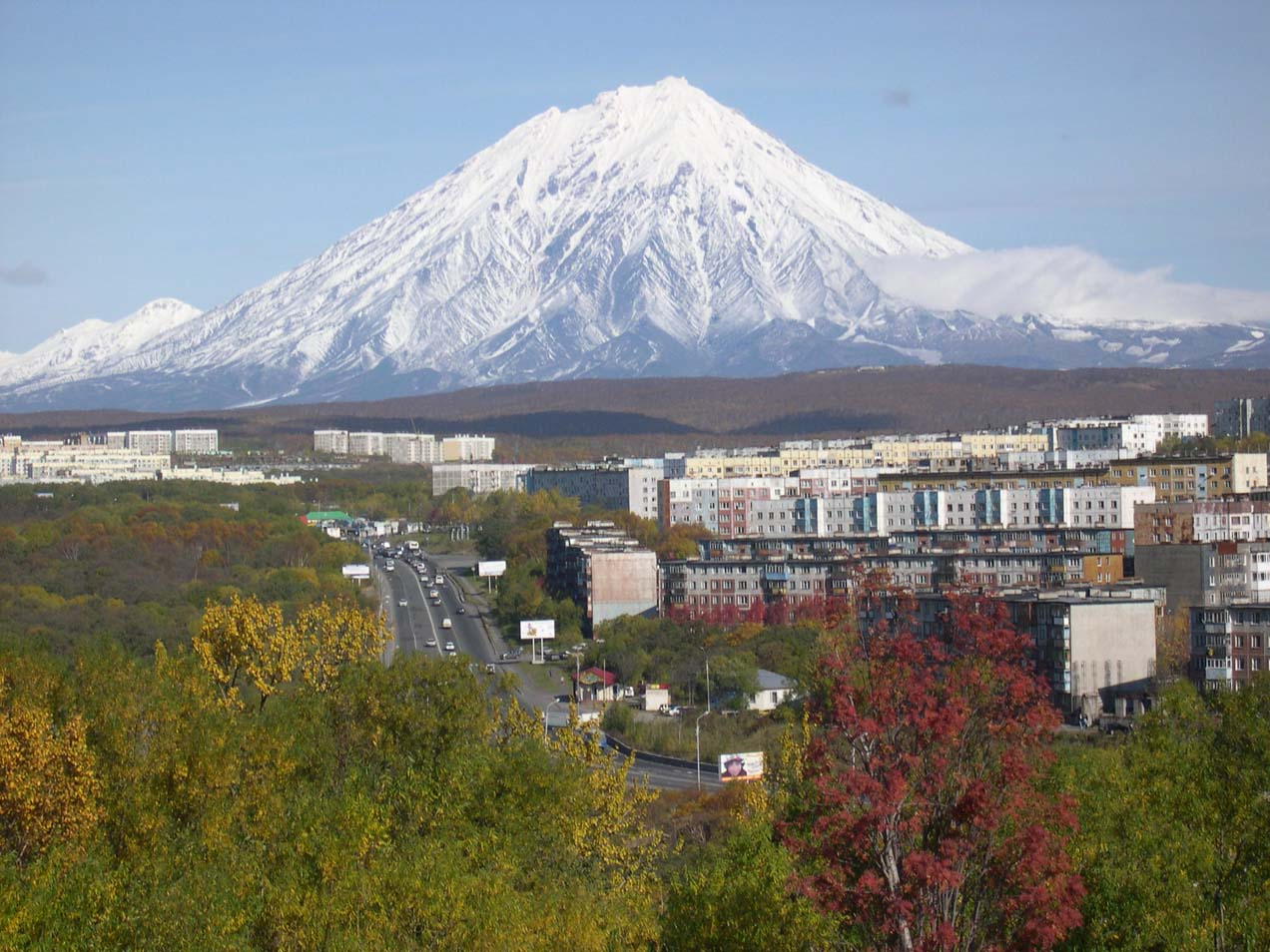
Núi Koryaksky cao chót vót ở Petropavlovsk-Kamchatsky trên bán đảo Kamchatka.

- Dãy núi Altai
- Dãy Anadyr
- Dãy núi Baikal
- Chamar-Daban
- Phạm vi Chersky
- Dãy núi Dzhugdzhur
- Núi Gydan
- Núi Koryak
- Dãy núi Sayan
- Dãy núi Tannu-Ola
- Dãy núi Ural
- Dãy núi Verkhoyansk
- Dãy núi Yablonoi

### Hồ và sông

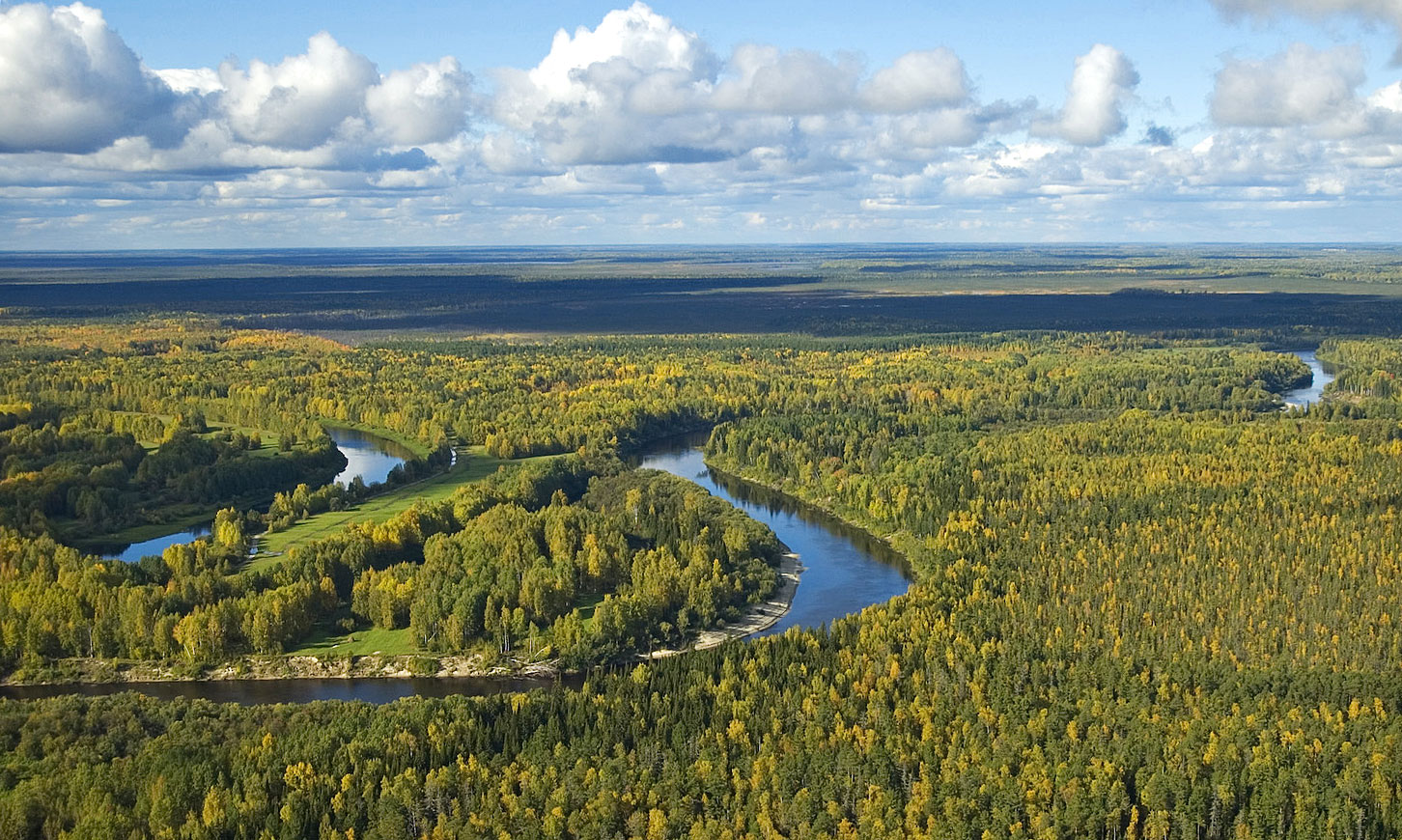
Sông Vasyugan ở phía nam đồng bằng Tây Siberia.

- Sông Anabar
- Sông Angara
- Sông Indigirka
- Sông Irtysh
- Sông Kolyma
- Hồ Baikal
- Sông Lena
- Hạ lưu sông Tunguska
- Hồ chứa nước Novosibirsk
- Sông Ob
- Sông Popigay
- Sông Stony Tunguska
- Thượng lưu sông Angara
- Uvs Nuur
- Sông Yana
- Sông Yenisei

### Đồng cỏ
- Cao nguyên Ukok - một phần của Di sản Thế giới UNESCO

### Địa chất

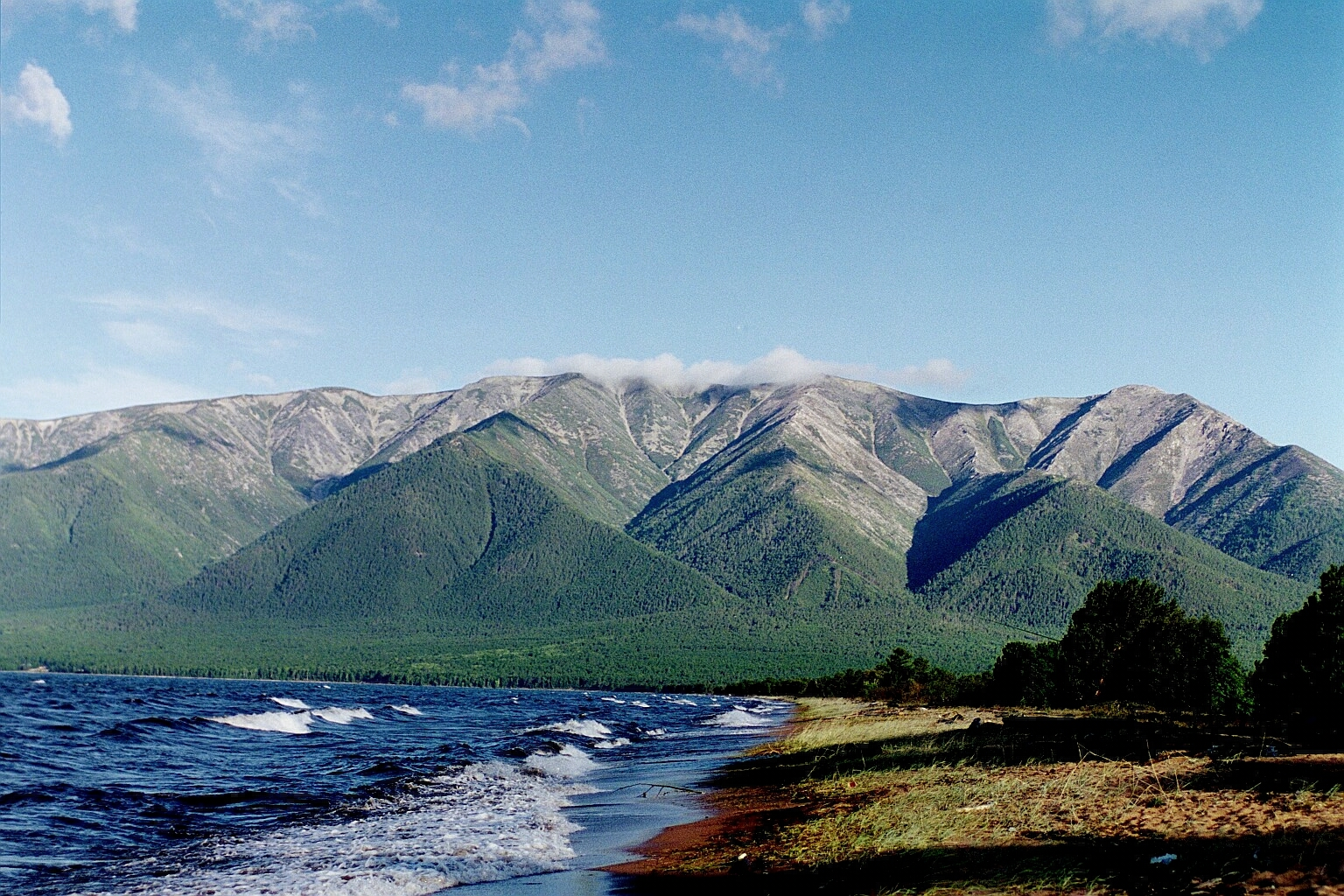
Bán đảo Svyatoy Nos, Hồ Baikal.

Bình nguyên Tây Siberia bao gồm phần lớn đất trầm tích từ Đại Tân Sinh, rất thấp và tương đối bằng phẳng, nếu mực nước biển dâng 50 m sẽ làm toàn bộ vùng đất giữa Bắc Băng Dương và Novosibirsk (thành phố ở giữa nước Nga, chếch về phía nam) ngập trong nước và băng tuyết. Rất nhiều khu vực trên vùng đất thấp này là kết quả của các đập băng tạo ra một hồ sông băng lớn. Hồ sông băng này đến cuối kỷ Pleistocene đã chặn dòng chảy về phía bắc của sông Ob và sông Yenisei, dẫn đến việc chuyển hướng tây nam vào biển Caspi và biển Aral qua thung lũng Turgai. Vùng này chủ yếu là đầm lầy, những vùng có đất cứng là đất mùn và ở phía bắc là vùng đất lạnh quanh năm không có cây. Ở phía nam, nơi nhiệt độ cao hơn, đồng cỏ tươi tốt trù phú, là phần mở rộng của Bình nguyên Kazakh đã hình thành thảm thực vật nguyên thủy, hầu hết không còn nhìn thấy được.
Cao nguyên trung tâm Siberia là nền đất ổn định đã là lục địa từ kỷ Permi. Vùng đất này rất dồi dào khoáng sản, gồm vàng, kim cương, quặng mangan, chì, thiếc, nikel, coban và molipden. Phần khá lớn của vùng đất này chứa nhiều đá mắc-ma của vụ phun trào núi lửa cuối kỷ Permi, gần như trùng khớp với sự kiện tuyệt chủng kỷ Permi-kỷ Trias, là vụ phun trào lớn nhất của lịch sử Trái Đất. Chỉ có vùng cực tây bắc bị đóng băng trong kỷ Đệ Tứ, nhưng hầu như tất cả đều nằm dưới lớp băng vĩnh cửu sâu đặc biệt, và cây duy nhất có thể phát triển mạnh, bất chấp mùa hè ấm áp, là cây Siberian Larch (Larix sibirica) rụng lá với bộ rễ rất nông. Bên ngoài vùng cực tây bắc, rừng taiga chiếm ưu thế, chiếm một phần đáng kể trong toàn bộ lãnh thổ Siberia. Đất ở đây chủ yếu là các turbel, nhường chỗ cho podzol nơi lớp hoạt động trở nên dày hơn và hàm lượng băng thấp hơn.

### Khí hậu
Thảm thực vật ở Siberia chủ yếu là taiga, với vành đai lãnh nguyên ở rìa phía bắc và các dạng rừng lá rộng và hỗn hợp ôn đới ở phía nam.

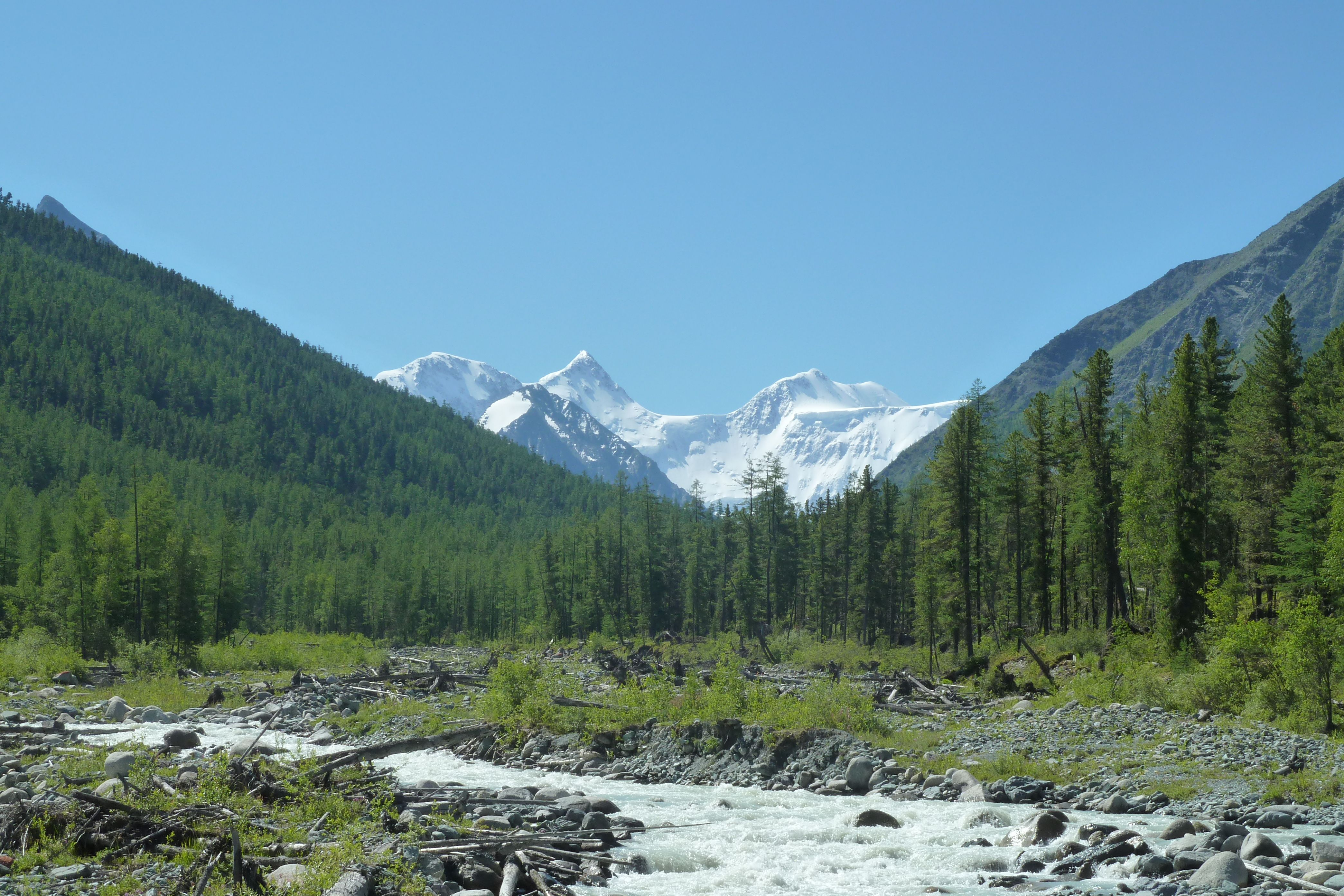
Núi Belukha

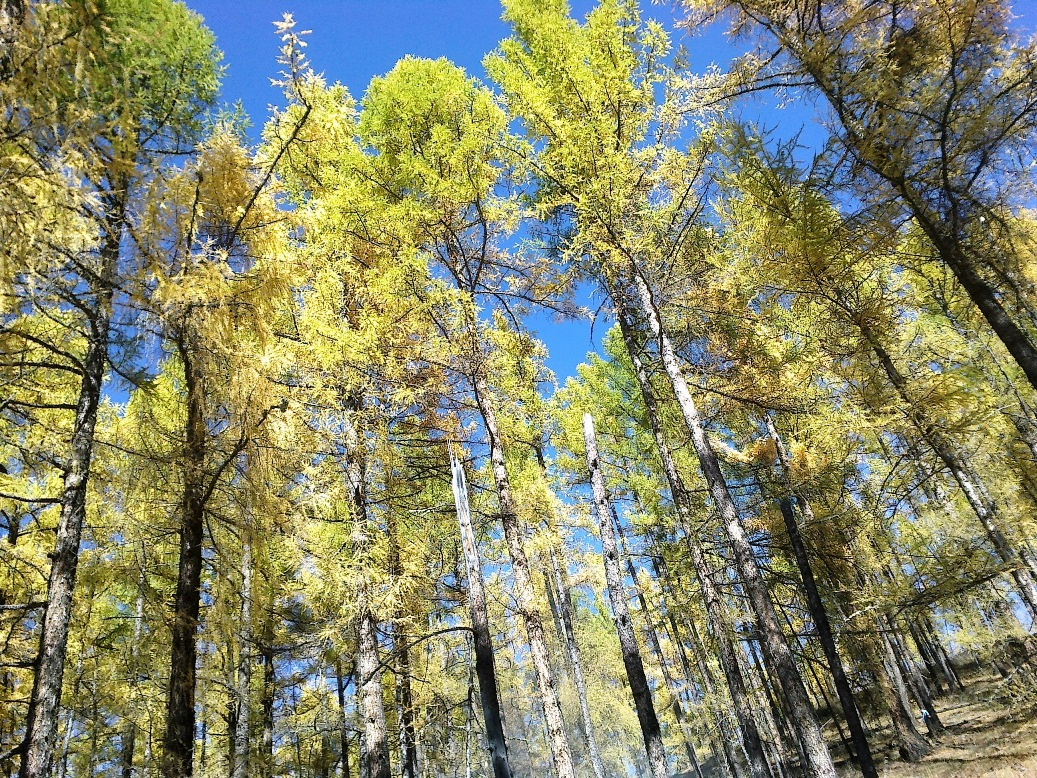
Rừng mùa thu ở phía đông dãy núi Sayan, Buryatia

Khí hậu Siberia có sự khác biệt rất lớn vào các thời điểm trong năm, nhưng nó thường có mùa hè ngắn và mùa đông lạnh khắc nghiệt kéo dài. Siberia lạnh nhất vào tháng 1 và nóng nhất vào tháng 7. Ở bờ biển phía bắc lục địa, giáp Bắc Băng Dương, trên vòng cực Bắc, mùa hè rất ngắn, chỉ kéo dài một tháng. Khí hậu nơi này là khí hậu vùng cực, mùa đông kéo dài gần như quanh năm. 

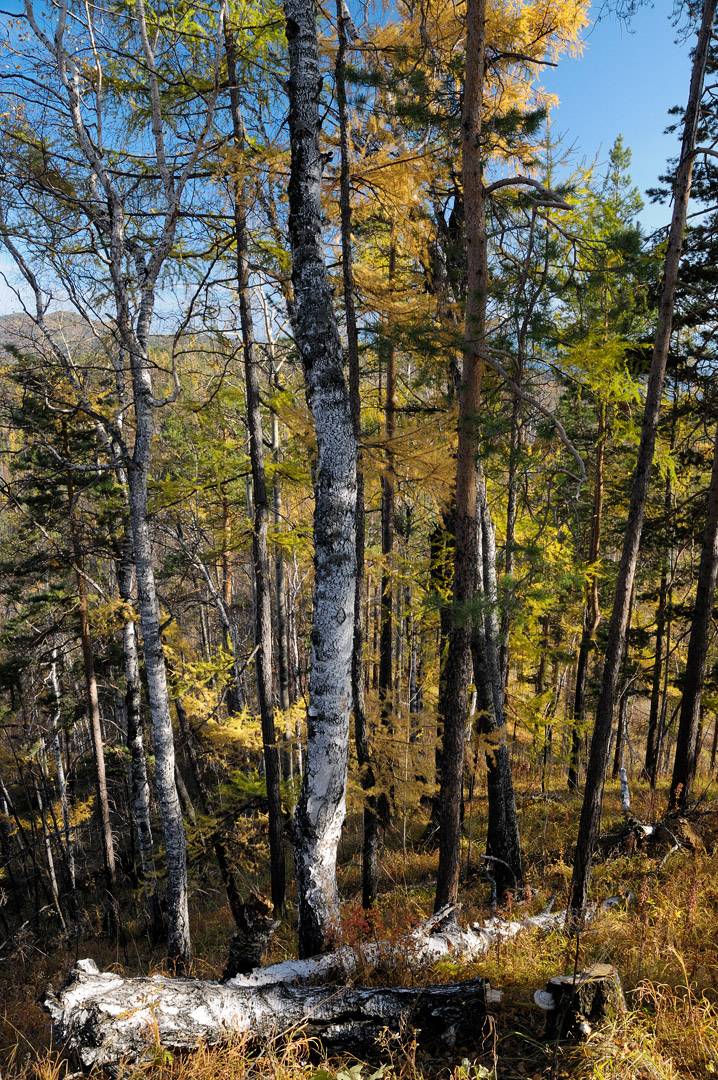
Rừng Taiga gần hồ Baikal

Hầu như tất cả dân cư sống ở phía nam, dọc theo tuyến đường sắt xuyên Siberia. Vùng phía nam có khí hậu lục địa ẩm ướt (Köppen Dfb) với mùa đông lạnh nhưng mùa hè lại khá ấm áp và kéo dài ít nhất bốn tháng. Nhiệt độ trung bình hàng năm là khoảng 0,5 °C (32,9 °F). Nhiệt độ trung bình tháng 1 khoảng −20 °C (4 °F) và tháng 7 khoảng +19 °C (66 °F) trong khi nhiệt độ ban ngày vào mùa hè thường trên 20 °C (68 °F). Với khí hậu ổn định, mùa hè nhiều nắng và đất đai khá màu mỡ, vùng đất phía nam Siberia có thể được sử dụng với mục đích nông nghiệp có lợi nhuận, như đã được chứng minh vào đầu thế kỷ 20.
Cho đến nay, khí hậu phổ biến nhất ở Siberia là khí hậu cận cực lục địa (Koppen Dfc hoặc Dwc), với nhiệt độ trung bình hàng năm khoảng 5 °C (23 °F), trung bình vào tháng 1 là −25 °C (−13 °F) trong khi trung bình tháng 7 là +17 °C (63 °F), mặc dù điều này thay đổi đáng kể theo từng khu vực, với nhiệt độ trung bình tháng 7 khoảng 10 °C (50 °F) trong vùng đệm taihga-lãnh nguyên. Siberia được xem là địa điểm có nhiệt độ cực hạn thấp thứ nhì thế giới, chỉ kém châu Nam Cực. Trang web và blog theo định hướng kinh doanh Business Insider đã liệt kê hai khu định cư Verkhoyansk và Oymyakon, tại Cộng hòa Sakha của Siberia, để cạnh tranh cho danh hiệu "Cực giá lạnh" của vùng Bắc bán cầu. Oymyakon là một ngôi làng ghi nhận nhiệt độ −67,7 °C (−89,9 °F) vào ngày 6 tháng 2 năm 1933 mặc dù nơi đây đã từng trải qua nhiệt độ kỷ lục ghi được là -71,2 °C. Verkhoyansk, một thị trấn xa hơn về phía bắc và sâu hơn trong đất liền, ghi nhận nhiệt độ −69,8 °C (−93,6 °F) trong ba đêm liên tiếp: 5, 6 và 7 tháng 2 năm 1933. Mỗi khu định cư được luân phiên trao danh hiệu là Cực giá lạnh của Bắc bán cầu, nghĩa là địa điểm có nhiệt độ thấp nhất ở Bắc bán cầu. Cả Oymyakon và Verkhoyansk cũng thường xuyên đạt nhiệt độ lên tới 86 °F (30 °C) vào mùa hè, mang lại cho hai khu định cư này và hầu hết phần còn lại của Siberia biên độ nhiệt cao nhất trên thế giới giữa mùa hè và mùa đông, thường cao hơn 170-180 °F (94-100 °C) giữa các mùa.
Những cơn gió ấm từ Trung Á và Trung Đông thổi đến nam Siberia, làm cho vùng tây Siberia (như Omsk, Novosibirsk) ấm hơn vùng phía đông (Irkutsk, Chita) tới vài độ C, nơi mà ở phía bắc khí hậu cực đoan mùa đông (Köppen Dfd hoặc Dwd) chiếm ưu thế. Tuy nhiên, nhiệt độ vào mùa hè của một số nơi có thể nóng đến 36-38 °C (98-100 °F). Cộng hòa Sakha, nơi thủ phủ Yakutsk của nó được xem là thành phố lạnh nhất thế giới, là vùng lạnh nhất Siberia và lưu vực sông Yana là nơi có nhiệt độ thấp nhất, với tầng đất đóng băng vĩnh cửu ở đây dày đến 1.493 m (4.898 ft). Tuy vậy, nước Nga không có kế hoạch đưa người sống ở đây, do đó, khí hậu khắc nghiệt của vùng đất này chưa từng bị coi là một vấn đề nghiêm trọng. Phía nam Siberia ở gần khu vực không khí áp suất cao, nhờ đó mà vào mùa đông, gió không mạnh.
Mặc dù là khu vực băng giá, tuyết ở đây rất ít, đặc biệt là vùng phía đông. Lượng mưa ở Siberia nhìn chung là thấp, chỉ có vùng bán đảo Kamchatka có lượng mưa hơn 500 mm nhờ gió ẩm từ biển Okhotsk thổi vào gặp núi cao – tạo ra các sông băng lớn duy nhất của khu vực, mặc dù các vụ phun trào núi lửa và nhiệt độ thấp vào mùa hè khiến rừng phát triển hạn chế. Vùng Primorsky Krai ở cực nam chịu ảnh hưởng của gió mùa nên có mưa lớn vào mùa hè.
Các nhà nghiên cứu, bao gồm Sergei Kirpotin tại Đại học bang Tomsk và Judith Marquand tại Đại học Oxford, cảnh báo rằng miền Tây Siberia đã bắt đầu tan băng do sự nóng lên toàn cầu. Các mỏ than bùn đông lạnh ở khu vực này có thể chứa hàng tỷ tấn khí metan, có thể được thải vào khí quyển. Khí mê-tan là một loại khí nhà kính mạnh hơn 22 lần so với carbon dioxide. Năm 2008, một đoàn thám hiểm nghiên cứu của Hiệp hội Địa vật lý Hoa Kỳ đã phát hiện ra mức độ khí mê-tan lên tới 100 lần so với bình thường trong bầu khí quyển ở Bắc Cực Siberia, có khả năng là kết quả của khí metan được giải phóng qua các lỗ trên 'lớp băng' dưới đáy biển băng giá sự ra đời của sông Lena và khu vực giữa biển Laptev và biển Đông Siberia.

## Kinh tế

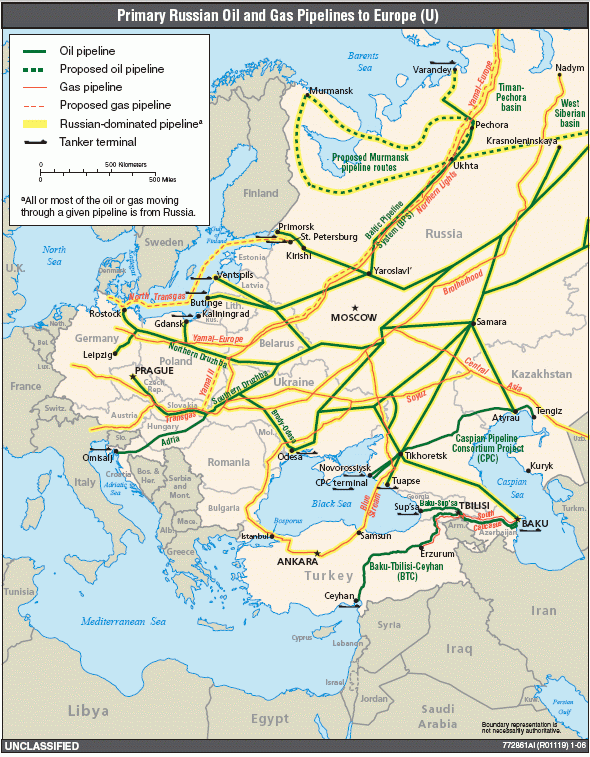
Nga là nhà cung cấp chính về dầu mỏ và khí đốt cho phần lớn châu Âu.

Nông nghiệp bị hạn chế nhiều bởi mùa hè ngắn ngủi. Song, phía tây nam với khí hậu ôn hòa và đất đai màu mỡ, có các cây lương thực như lúa mì, lúa mạch, lúa mạch đen và khoai tây cùng đồng cỏ cho cừu và gia súc. Ở những nơi đất cằn cỗi và mùa hè ngắn ngủi, thức ăn có được từ chăn thả tuần lộc – một hình thức kiếm ăn được người dân ở đây duy trì từ hơn 10 nghìn năm trước. Siberia có những khu rừng rộng nhất trên thế giới. Gỗ mang lại nguồn thu quan trọng, mặc dù nhiều khu rừng ở phía đông đã được khai thác nhanh hơn nhiều so với khả năng phục hồi. Biển Okhotsk là một trong những biển nhiều cá nhất thế giới nhờ luồng nước lạnh và thủy triều trải rộng. Siberia cung cấp khoảng 10% lượng cá đánh bắt toàn cầu, sản lượng có giảm sút từ khi Liên Xô sụp đổ.
Siberia là vùng rất giàu tài nguyên khoáng sản, bao gồm gần như tất cả các loại kim loại có giá trị. Một số mỏ ở đây có trữ lượng vào hàng lớn nhất thế giới như nikel, vàng, chì, molypden, kim cương, bạc và thiếc. Bên cạnh đó là nguồn dầu mỏ và khí tự nhiên khổng lồ. Khoảng 70% các mỏ dầu phát triển của Nga nằm ở khu vực Khanty-Mansiysk. Nga chứa khoảng 40% tài nguyên niken được biết đến trên thế giới tại mỏ Norilsk ở Siberia. Norilsk Niken là nhà sản xuất niken và palladium lớn nhất thế giới. Phần lớn những tài nguyên này phân bổ ở vùng xa xôi, lạnh lẽo, điều kiện sinh sống và đi lại khắc nghiệt.
Trong khi sự phát triển của năng lượng tái tạo ở Nga bị kìm hãm do thiếu khung chính sách của chính phủ có lợi, Siberia vẫn mang đến những cơ hội đặc biệt cho sự phát triển năng lượng tái tạo ngoài lưới. Các bộ phận từ xa của Siberia quá tốn kém để kết nối với lưới điện và khí đốt trung tâm, do đó trong lịch sử đã được cung cấp động cơ diesel tốn kém, đôi khi được bằng trực thăng. Trong những trường hợp như vậy, năng lượng tái tạo thường rẻ hơn
Công nghiệp của vùng đã từng được chú trọng phát triển mạnh mẽ trong Chiến tranh thế giới thứ hai. Những nhà máy quy mô lớn được xây dựng ở phía tây Siberia và một số ở quanh hồ Baikal, tuy vậy bước phát triển đã dừng lại kể từ khi không còn nhà nước Xô viết.

## Động thực vật

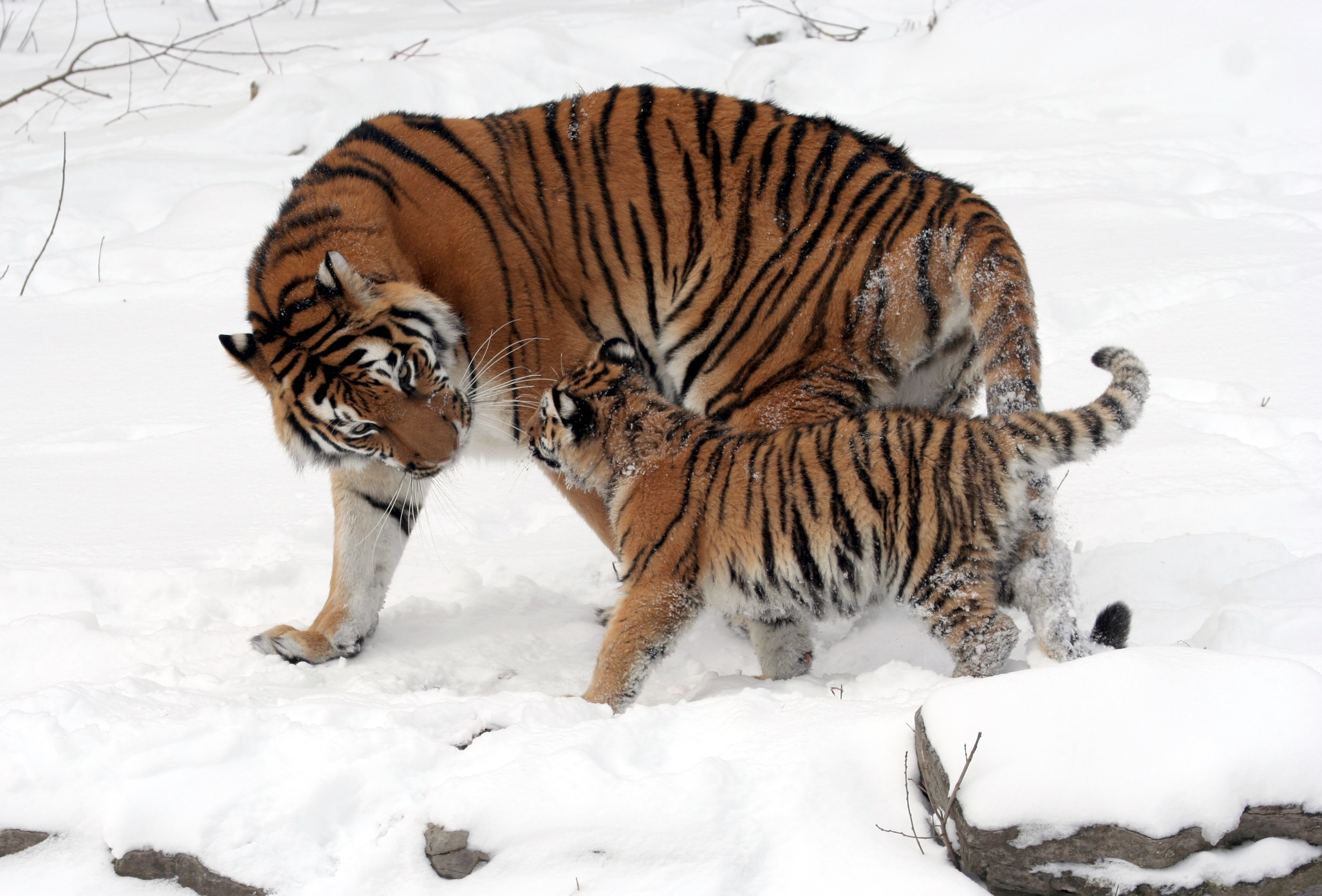
Một con hổ Siberia cái và con của nó

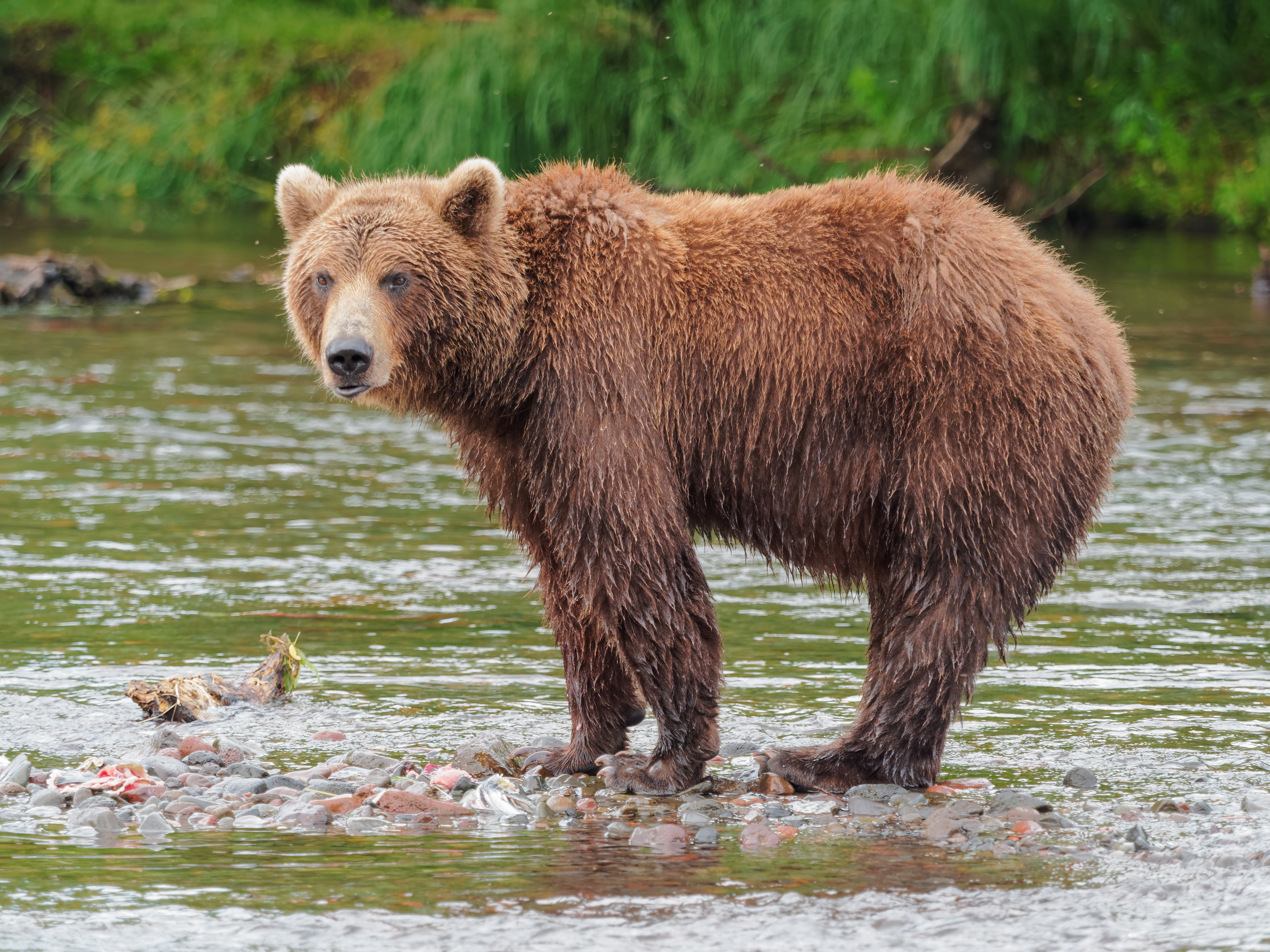
Gấu nâu Kamchatka sống trên bán đảo Kamchatka

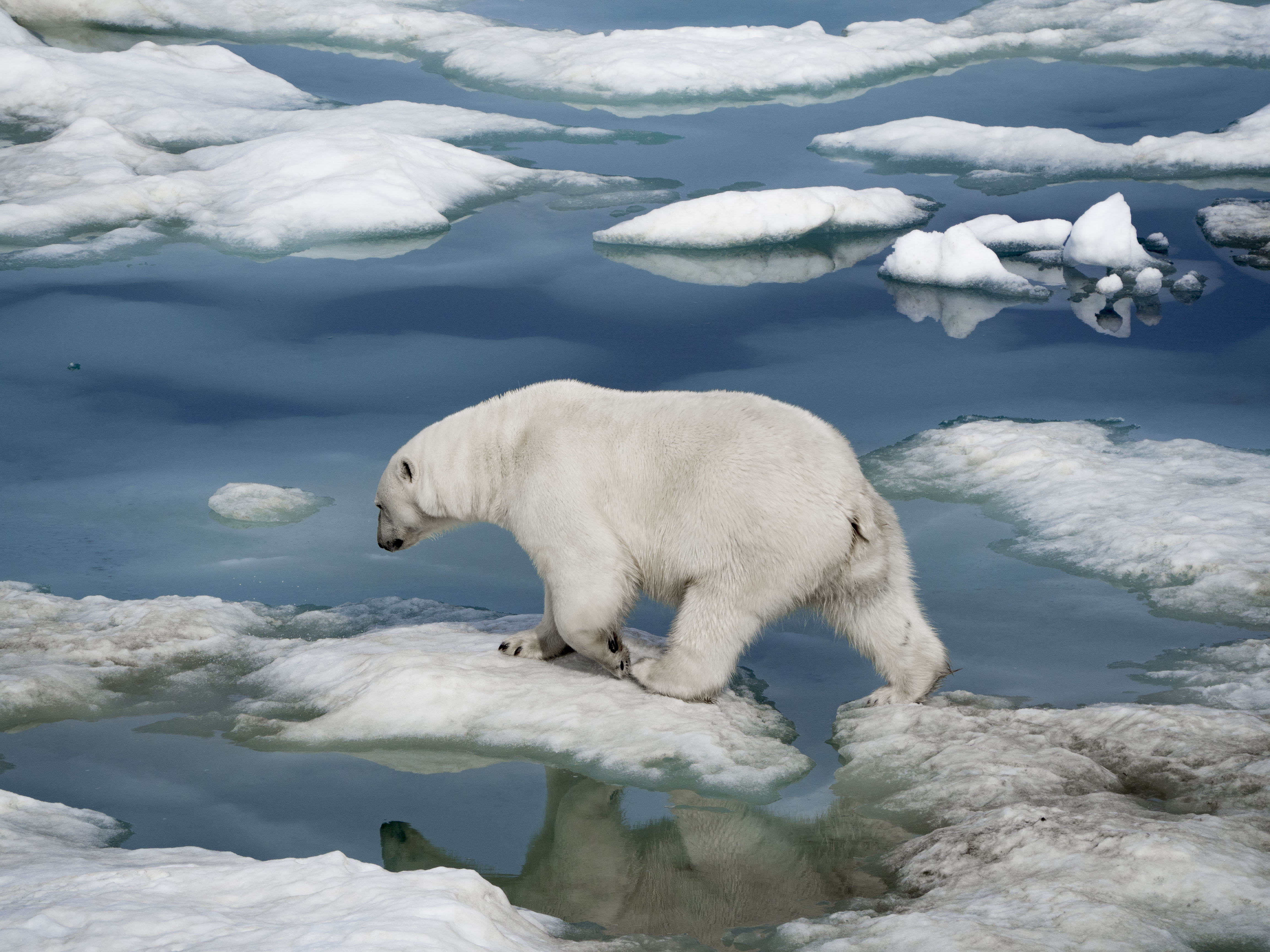
Gấu Bắc Cực trên đảo Wrangel

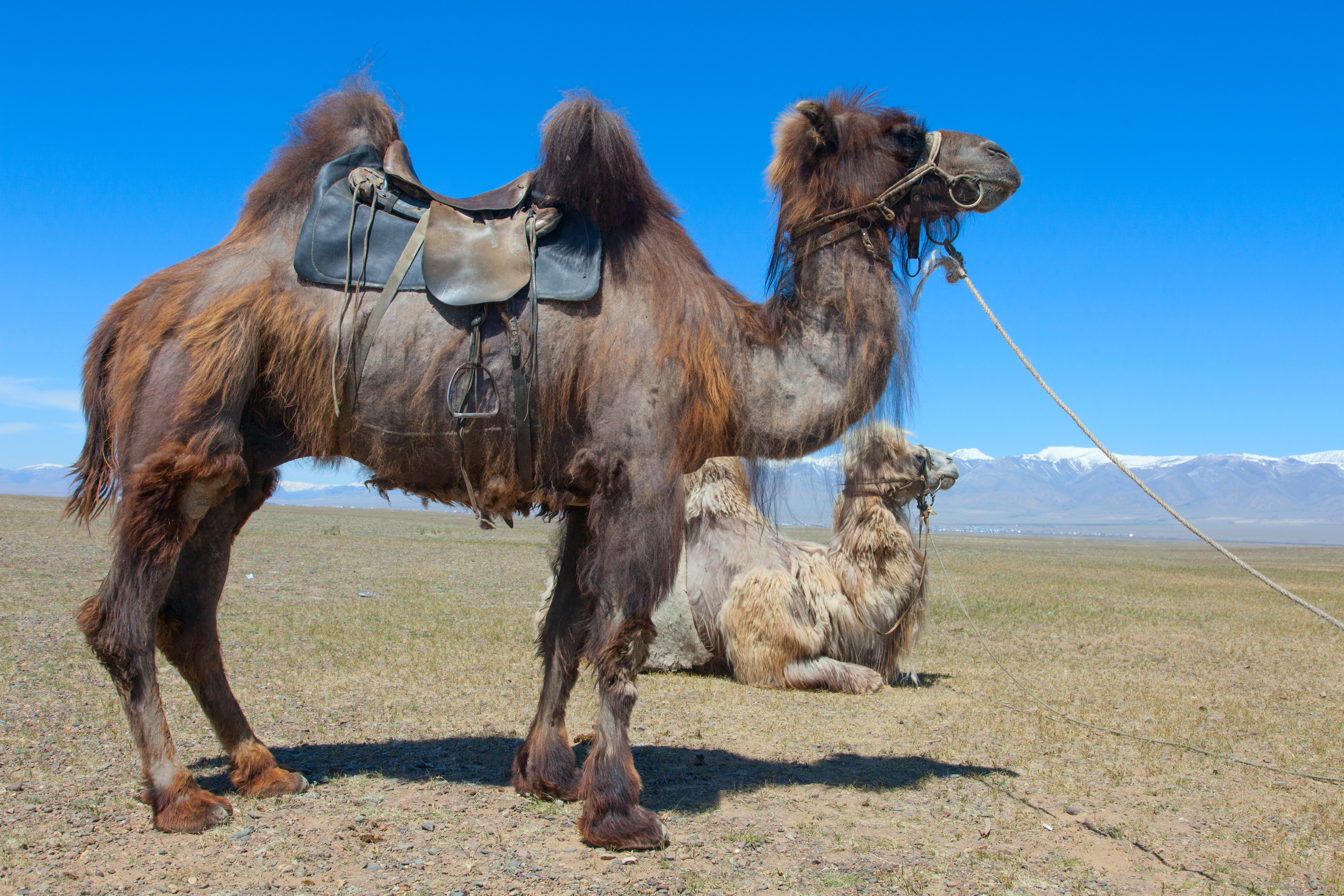
Hai con lạc đà hai bướu ở dãy núi Altai.

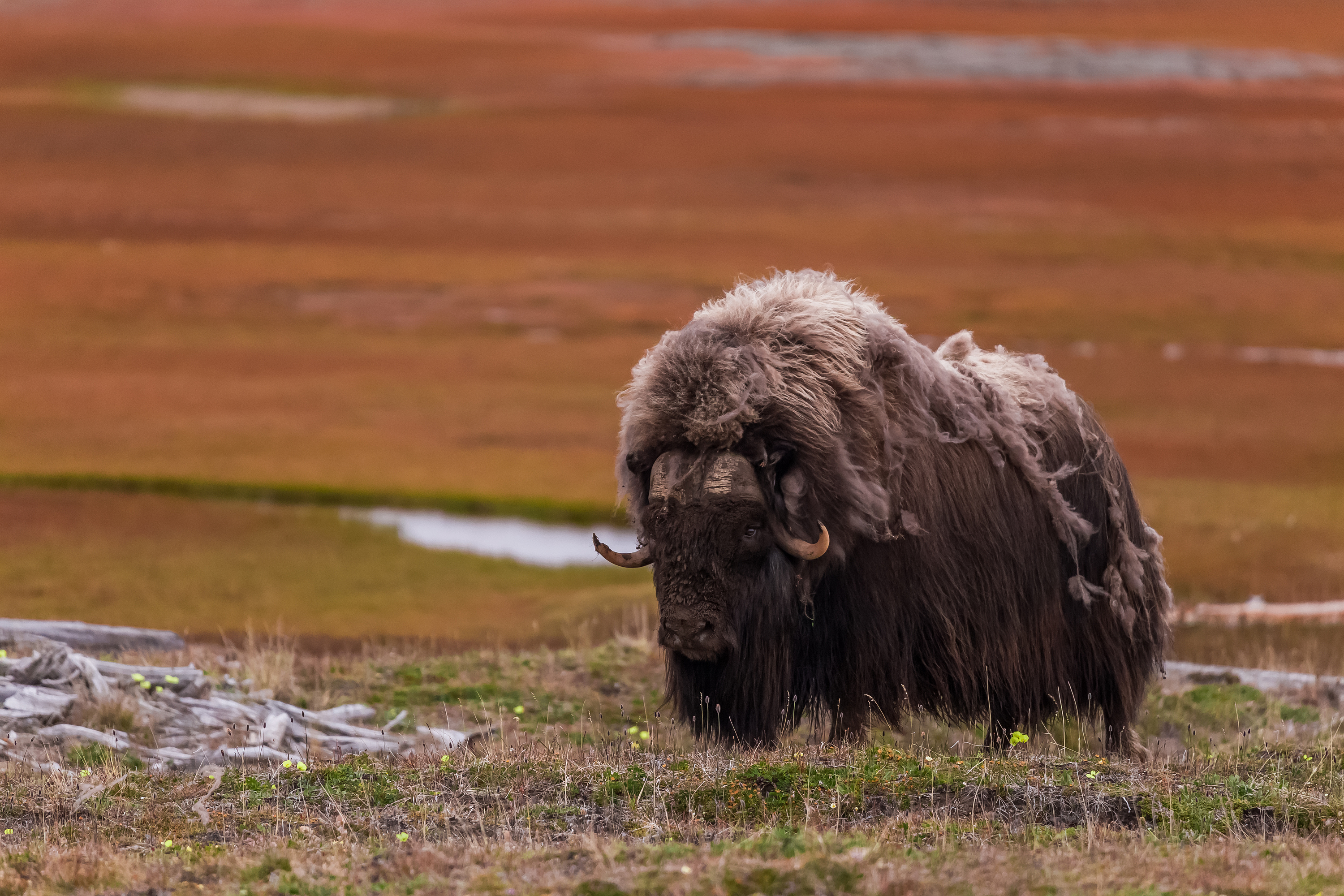
Một con bò xạ hương trên đảo Bolshoy Begichev ven biển Laptev.

### Thực vật
- Picea obovata
- Thông lùn Siberi

### Động vật

#### Loài ăn thực vật
- Nai Mãn Châu
- Hươu xạ Siberia
- Hươu đỏ
- Hoẵng Siberia
- Tuần lộc
- Nai sừng tấm
- Lợn rừng
- Lạc đà hai bướu
- Bò bison châu Âu
- Bò xạ hương

#### Loài ăn thịt

##### Họ chó
- Sói xám
- Sói đài nguyên
- Cáo Bắc Cực
- Cáo đỏ

##### Họ Mèo
- Báo Amur
- Hổ Siberia
- Báo tuyết
- Linh miêu Á-Âu
- Mèo manul

##### Họ Chồn
- Triết bụng trắng
- Chồn ecmin
- Triết núi
- Triết Siberia
- Chồn hôi thảo nguyên
- Chồn zibelin
- Rái cá thường
- Lửng châu Á
- Chồn sói

##### Họ Gấu
- Gấu đen châu Á
- Gấu nâu
- Gấu Bắc Cực

## Dân cư

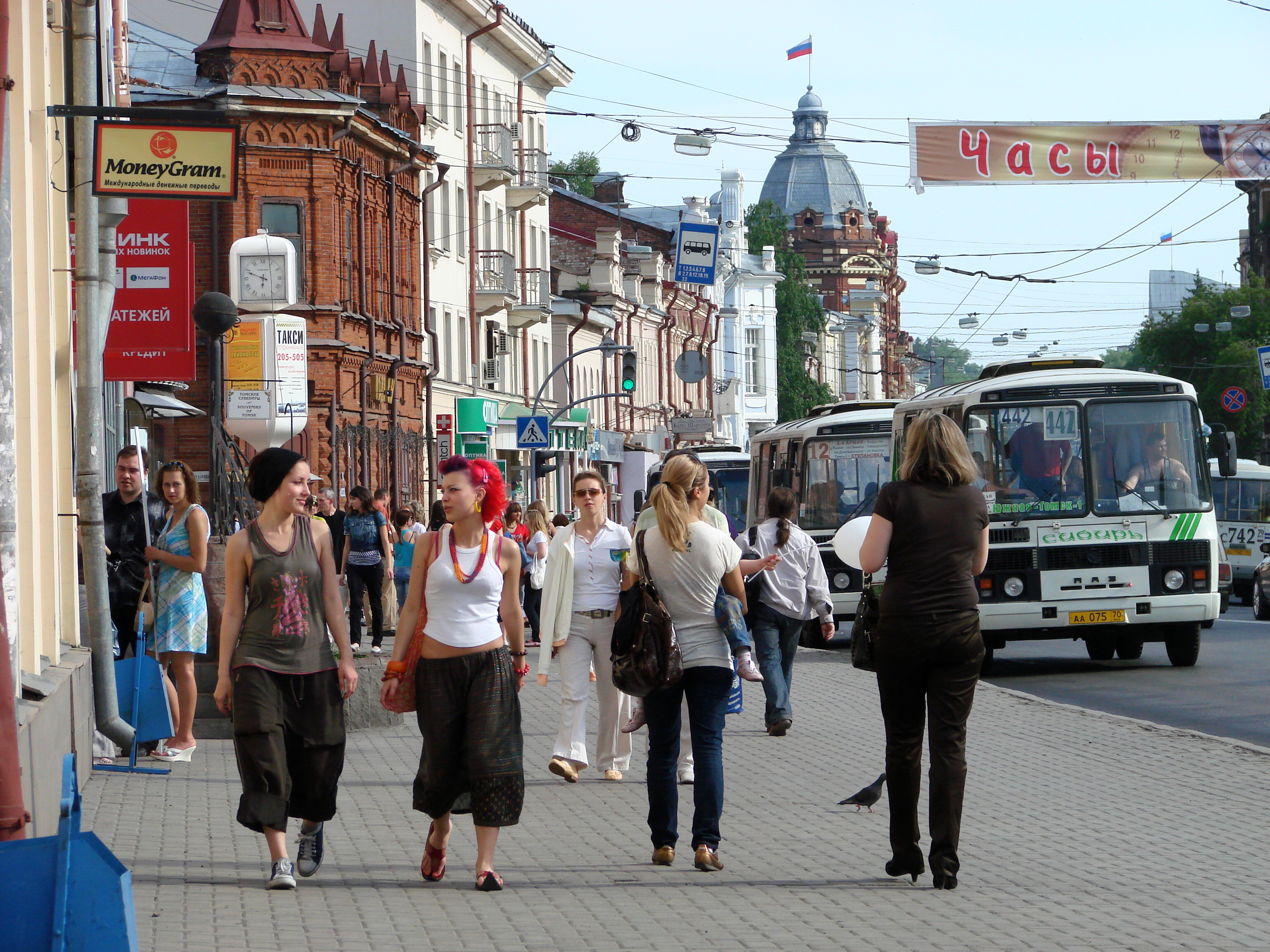
Tomsk, một trong những thành phố lâu đời nhất Siberia, được hình thành năm 1604.

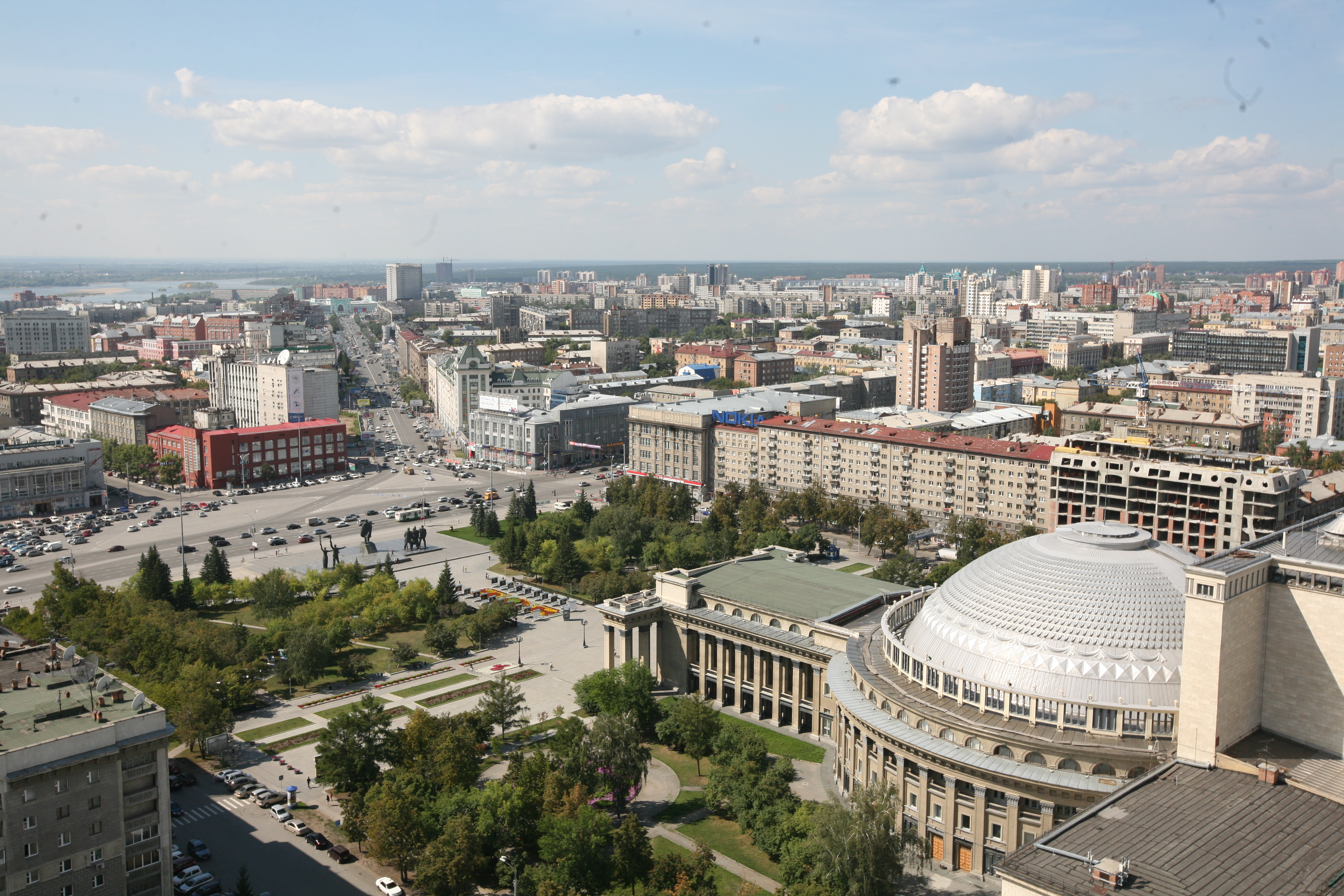
Novosibirsk là thành phố lớn nhất ở Siberia

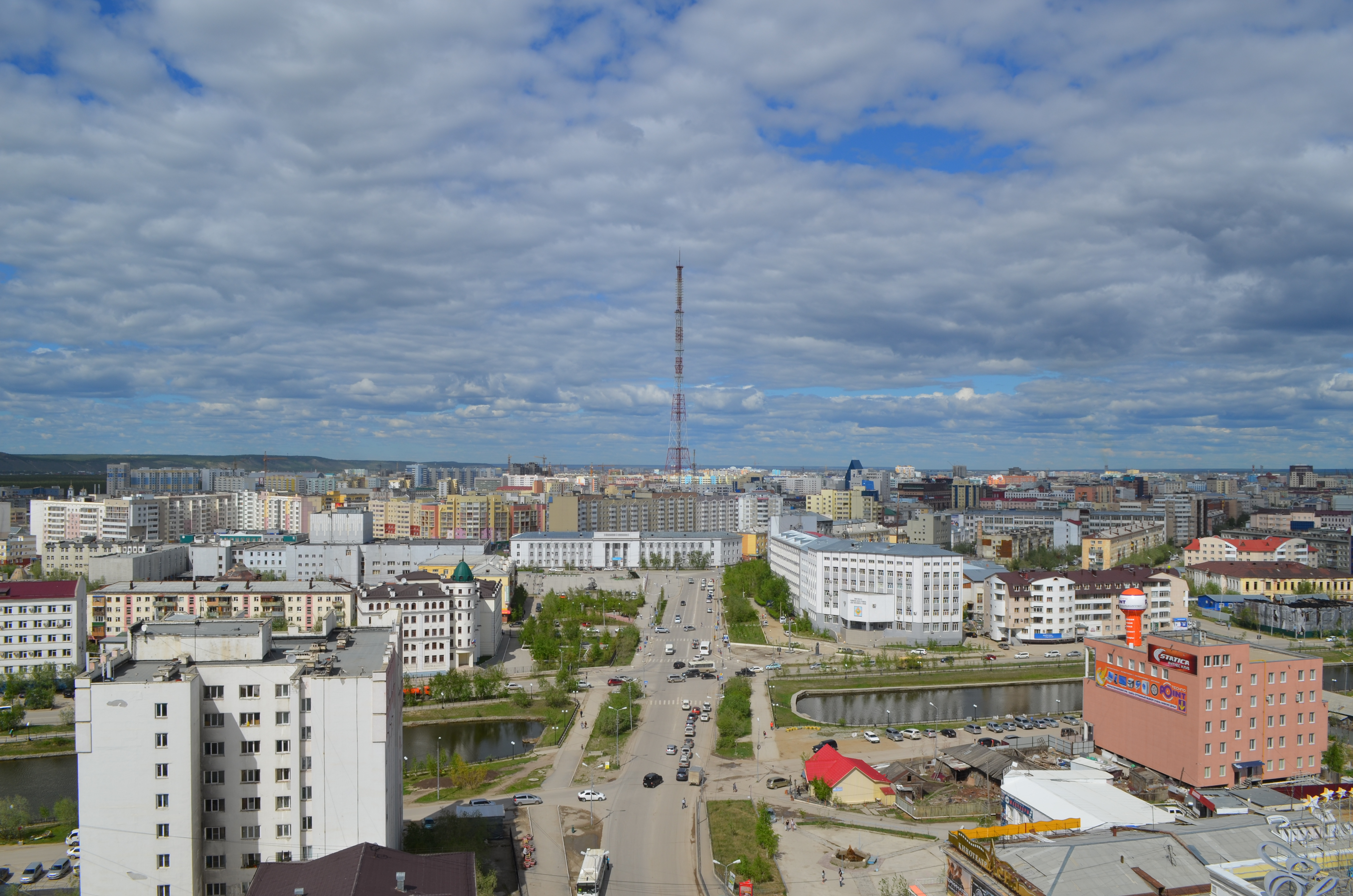
Yakutsk là thủ phủ của Cộng hòa Sakha

Dù diện tích rộng lớn, dân số ở Siberia rất thưa thớt. Theo Tổng điều tra dân số Nga năm 2010, các vùng liên bang Siberia và vùng liên bang Viễn Đông, nằm hoàn toàn ở phía đông dãy núi Ural, cùng có dân số khoảng 25,6 triệu người. Tyum và Kurgan Oblasts, có vị trí địa lý ở Siberia nhưng thuộc khu vực hành chính của Quận Liên bang Urals, cùng có dân số khoảng 4,3 triệu người. Do đó, toàn bộ khu vực Nga thuộc châu Á (hay Siberia theo cách sử dụng rộng rãi nhất của thuật ngữ này) là nơi sinh sống của khoảng 30 triệu người. Mật độ dân cư ở vùng đất này rất thấp 3 người/km², chủ yếu là người Nga và các sắc dân gốc Xlavơ, họ bắt đầu đến ở đây từ 400 năm trước. Phần lớn cư dân sống ở phía nam, dọc theo tuyến đường sắt xuyên Siberia. Tất cả người Siberia đều là công dân mang quốc tịch Nga, và trong số những công dân Nga ở Siberia này, hầu hết là người Nga gốc Xlavơ và người Nga gốc Ukraina. Các công dân Nga còn lại của Siberia bao gồm các nhóm khác có nguồn gốc dân tộc không bản địa và những người có nguồn gốc Siberia bản địa. Các dân tộc có nguồn gốc Mông Cổ và Đột Quyết như Buryat, Tuva và Yakut đã sống ở đây từ rất lâu. Các nhóm người thiểu số khác là Ket, Evenk, Chukchi, Koryak và Yukaghir.
Khoảng 70% dân số là ở các thành phố. Phần lớn thị dân sống trong các căn hộ. Ở ngoài đô thị, người dân ở trong những nhà gỗ, lớn và giản dị. Novosibirsk là thành phố đông dân nhất của Siberia (thứ ba ở Nga chỉ sau Moskva và Sankt-Peterburg) với 1,5 triệu người. Tobolsk, Tomsk, Irkutsk, Yakutsk và Omsk là các trung tâm cổ kính hơn.
Trong số các nhóm công dân Nga không phải là người Slav lớn nhất ở Siberia, có khoảng 400.000 người German gốc Volga, Người Rumani gốc Nga có nguồn gốc tổ tiên từ Bessarabia (Moldova ngày nay) cũng sống ở Siberia. Các nhóm bản địa gốc của Siberia, bao gồm các nhóm Mông Cổ và Thổ Nhĩ Kỳ như Buryat, Tuvinia, Yakut và Tatar Siberia vẫn chủ yếu cư trú ở Siberia, mặc dù họ là thiểu số vượt trội so với tất cả những người Siberia không bản địa khác. Thật vậy, người Nga gốc Slav vượt xa tất cả các dân tộc bản địa cộng lại, cả ở Siberia nói chung và các thành phố của nó, ngoại trừ Cộng hòa Tuva.
Người Nga gốc Slav chiếm đa số tại Cộng hòa Buryat, Sakha và Altai, vượt xa người Buryat bản địa, Sakha và Altai. Buryat chỉ chiếm 25% ở nước cộng hòa của riêng họ, và Sakha và Altai mỗi nơi chỉ chiếm một phần ba, và Chukchi, Evenk, Khanti, Mansi và Nenets bị chiếm bởi 90% dân số Nga gốc Slav bản địa.
Theo điều tra dân số năm 2002, có 500.000 người Tatar ở Siberia, nhưng trong số đó, 300.000 là Tatar Volga cũng định cư ở Siberia trong thời kỳ thuộc địa và do đó cũng là người Siberia không bản địa, trái ngược với 200.000 người Tatar bản địa ở Siberia.
Trong số những người Siberia bản địa, người Buryat, với số lượng khoảng 500.000 người, là nhóm đông đảo nhất ở Siberia và họ tập trung chủ yếu ở quê hương của họ, Cộng hòa Buryat. Theo điều tra dân số năm 2002, có 443.852 người Yakut bản địa. Các nhóm dân tộc khác bản địa ở Siberia bao gồm Ket, Evenk, Chukchi, Koryak, Yupik và Yukaghir.
Tuy nhiên, kể từ năm 2012, khi Tổng thống Nga Putin thành lập Bộ phát triển Viễn Đông Nga và khuyến khích sinh sản, tỉ lệ sinh ở Siberia đã tăng đáng kể. Theo nhiều chuyên gia, đến năm 2015, số dân ở Siberia sẽ tăng từ 30%-35% và đến năm 2020 có thể chạm ngưỡng 45%.

## Phân chia đơn vị hành chính

Bản đồ các thành phố và thị xã lớn nhất ở Siberia

So sánh tăng trưởng của 9 thành phố Siberia lớn nhất trong thế kỷ 20

Thuật ngữ "Siberia" có một lịch sử lâu dài. Ý nghĩa của nó đã dần thay đổi trong các thời đại. Trong lịch sử, Siberia được định nghĩa là toàn bộ phần của Nga ở phía đông của dãy núi Ural, bao gồm cả vùng Viễn Đông của Nga. Theo định nghĩa này, Siberia mở rộng về phía đông từ dãy núi Ural đến bờ biển Thái Bình Dương và về phía nam từ Bắc Băng Dương đến biên giới Trung Á của Nga và biên giới quốc gia của cả Mông Cổ và Trung Quốc.
Các nguồn từ thời Liên Xô (Từ điển bách khoa toàn thư của Liên Xô và các nguồn khác) và những người Nga hiện đại thường định nghĩa Siberia là một khu vực kéo dài về phía đông từ dãy núi Ural đến lưu vực giữa lưu vực thoát nước Thái Bình Dương và Bắc Cực và về phía nam từ Bắc Băng Dương những ngọn đồi ở phía bắc trung tâm Kazakhstan và biên giới quốc gia của cả Mông Cổ và Trung Quốc. Theo định nghĩa này, Siberia bao gồm các đối tượng liên bang của Quận Liên bang Siberia và một số Quận Liên bang Ural, cũng như Cộng hòa Sakha (Yakutia), một phần của Quận Liên bang Viễn Đông. Về mặt địa lý, định nghĩa này bao gồm các phân khu của một số đối tượng khác của Ural và các quận liên bang Viễn Đông, nhưng chúng không được bao gồm về mặt hành chính. Định nghĩa này không bao gồm Sverdlovsk Oblast và Chelyabinsk Oblast, cả hai đều được bao gồm trong một số định nghĩa rộng hơn về Siberia.
Các nguồn khác có thể sử dụng một định nghĩa có phần rộng hơn nói rằng bờ biển Thái Bình Dương, chứ không phải đầu nguồn, là ranh giới phía đông (bao gồm cả vùng Viễn Đông Nga) hoặc hẹp hơn một chút giới hạn Siberia ở Quận Liên bang Siberia (do đó không bao gồm tất cả các đối tượng của các quận khác). Trong tiếng Nga, từ Siberia được sử dụng để thay thế tên của quận liên bang bởi những người sống trong khu vực và ít được sử dụng để biểu thị quận liên bang bởi những người cư trú bên ngoài nó.

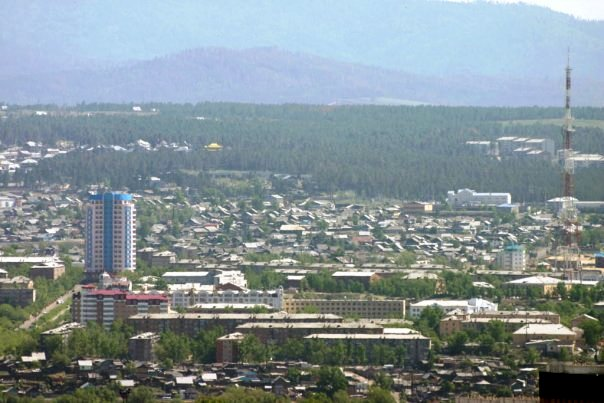
Ulan-Ude

- Altai Krai, trung tâm hành chính - Barnaul
- Cộng hòa Altai, thủ phủ - Gorno-Altaysk
- Cộng hòa Buryat, thủ phủ - Ulan-Ude
- Vùng Zabaykalsky, trung tâm hành chính - Chita
- Tỉnh Irkutsk, trung tâm hành chính - Irkutsk
- Cộng hòa Khakassia, thủ phủ - Abakan
- Tỉnh Kemerovo, trung tâm hành chính - Kemerovo
- Vùng Kamchatka, trung tâm hành chính - Petropavlovsk-Kamchatsky
- Vùng Krasnoyarsk, trung tâm hành chính - Krasnoyarsk
- Tỉnh Novosibirsk, trung tâm hành chính - Novosibirsk
- Tỉnh Omsk, trung tâm hành chính - Omsk
- Cộng hòa Sakha, thủ phủ - Yakutsk
- Tỉnh Tomsk, trung tâm hành chính - Tomsk
- Cộng hòa Tuva, thủ phủ - Kyzyl
- Primorsky Krai, thủ phủ - Vladivostok

Bờ sông Amur ở Khabarovsk.

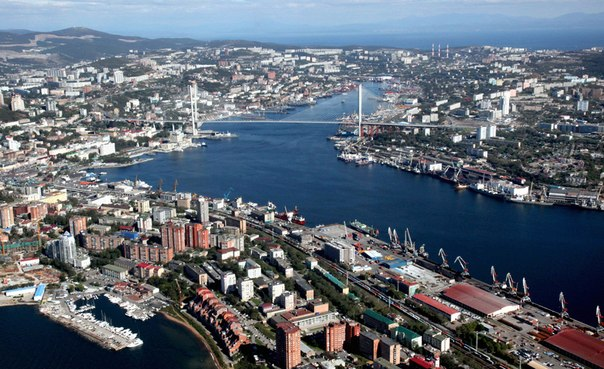
Vladivostok, Primorsky Krai.

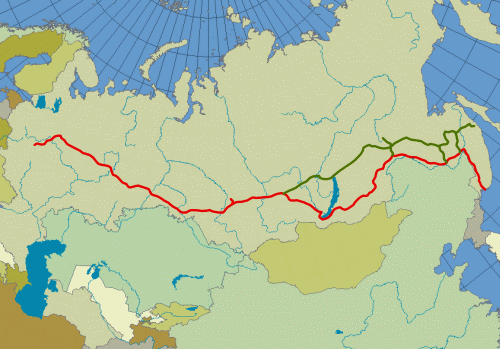
Giao thông đường sắt ở Xibia (đường sắt các nét màu đậm)

## Thể thao

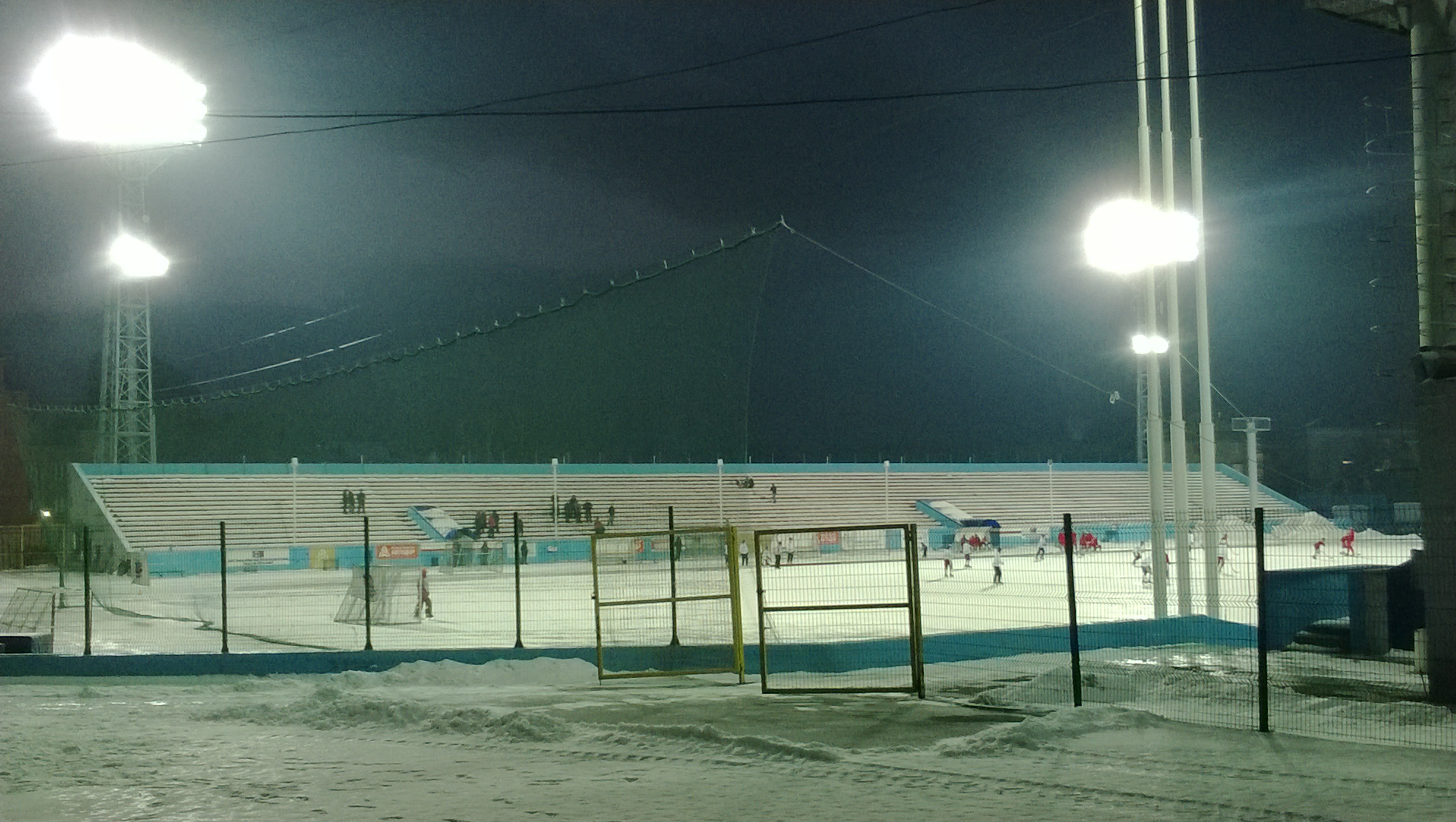
Bandy tại sân vận động Sibselmash ở thành phố Novosibirsk, thành phố lớn nhất của Siberia và là thành phố lớn thứ ba ở Nga

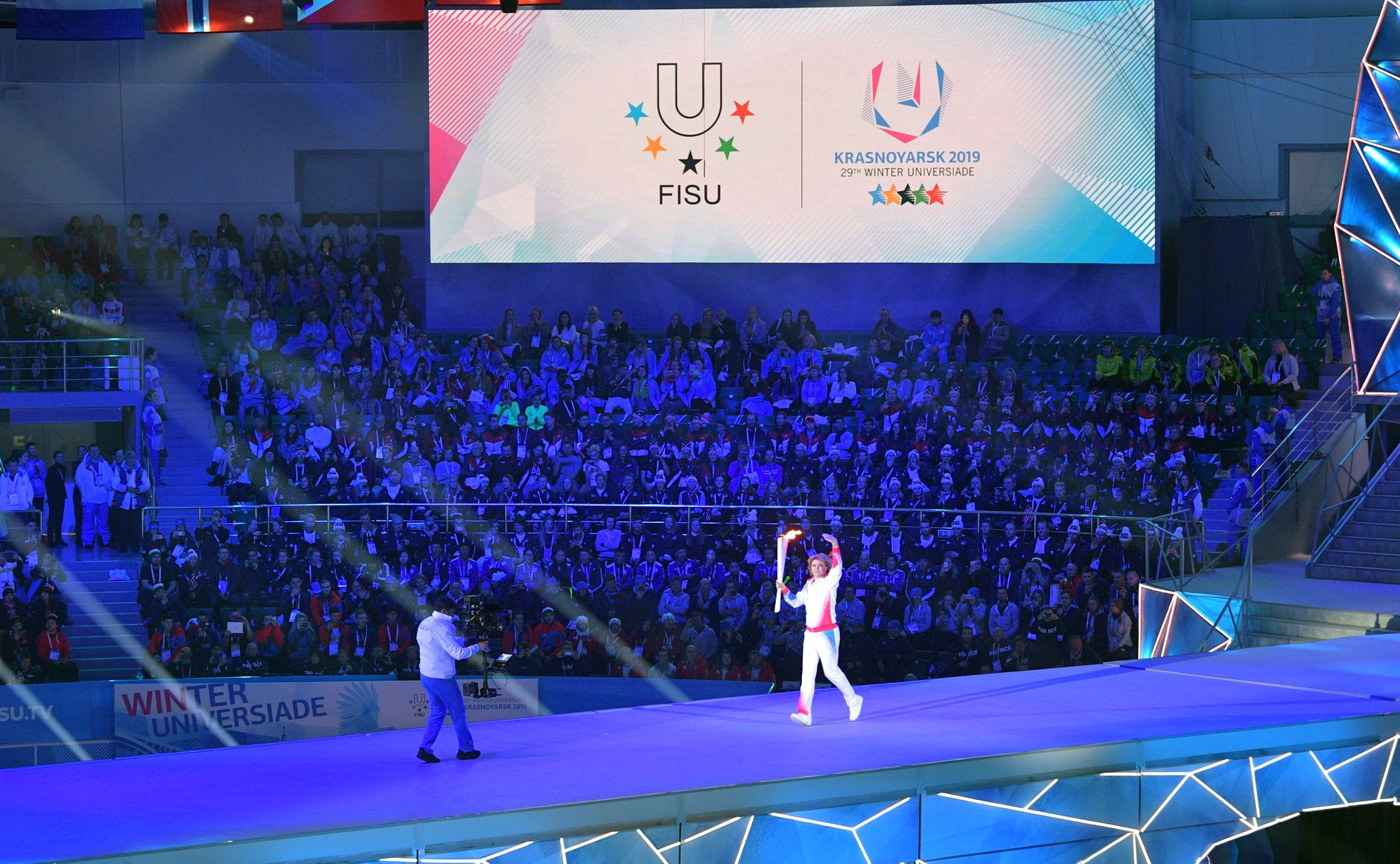
Lễ khai mạc Đại hội thể thao đại học Mùa đông 2019

Các đội bóng đá chuyên nghiệp bao gồm FC Tom Tomsk, FC Sibir Novosibirsk và FK Yenisey Krasnoyarsk.
Đội bóng rổ Yenisey Krasnoyarsk đã chơi ở VTB United League kể từ mùa 2011-12.
Môn thể thao phổ biến thứ ba của Nga, bandy, rất quan trọng ở Siberia. Trong trận đấu 2015-16 ở giải Bandy Super League của Nga 2015 Yenisey của Krasnoyarsk đã trở thành nhà vô địch năm thứ ba liên tiếp bằng cách đánh bại Baykal-Energiya của Irkutsk trong trận chung kết. Hai hoặc ba đội nữa (tùy theo định nghĩa của Siberia) thi đấu tại Super League, nhà vô địch 20161717 SKA-Neftyanik từ Khabarovsk cũng như Kuzbass từ Kemerovo và Sibselmash từ Novosibirsk. Năm 2007 Kemerovo có sân vận động trong nhà đầu tiên của Nga được xây dựng đặc biệt cho bandy. Bây giờ Khabarovsk có sân vân động trong nhà lớn nhất thế giới được xây dựng dành riêng cho bandy, Arena Yerofey. Đó là địa điểm cho Giải A của Giải vô địch thế giới 2018. Trong thời gian cho Giải vô địch thế giới năm 2020, một sân vận động trong nhà sẽ sẵn sàng để sử dụng tại Irkutsk. Sân đó cũng sẽ tổ chức môn trượt băng tốc độ hình bầu dục.
Đại hội thể thao đại học mùa đông 2019 được tổ chức bởi Krasnoyarsk.

## Giao thông
Nhiều thành phố ở phía bắc Siberia, như Petropavlovsk-Kamchatsky, không thể đến được bằng đường bộ, vì hầu như không có kết nối nào từ các thành phố lớn khác ở Nga hoặc châu Á. Cách tốt nhất để tham quan Siberia là thông qua Đường sắt xuyên Sibir. Tuyến đường sắt xuyên Sibir khởi hành từ thủ đô Moskva ở phía tây đến Vladivostok ở phía đông. Các thành phố nằm cách xa đường sắt được tiếp cận tốt nhất bằng đường hàng không hoặc bằng đường sắt Baikal-Amur (BAM) riêng biệt.

## Tôn giáo
Có nhiều tín ngưỡng trên khắp Siberia, bao gồm chính thống giáo Đông phương, các giáo phái khác của Kitô giáo, Phật giáo Tây Tạng và Hồi giáo. Chỉ riêng vùng liên bang Siberia có ước tính 250.000 người Hồi giáo. Ước tính 70.000 người Do Thái sống ở Siberia, một số người ở Khu tự trị Do Thái. Nhóm tôn giáo chiếm ưu thế là Giáo hội Chính thống giáo Nga.

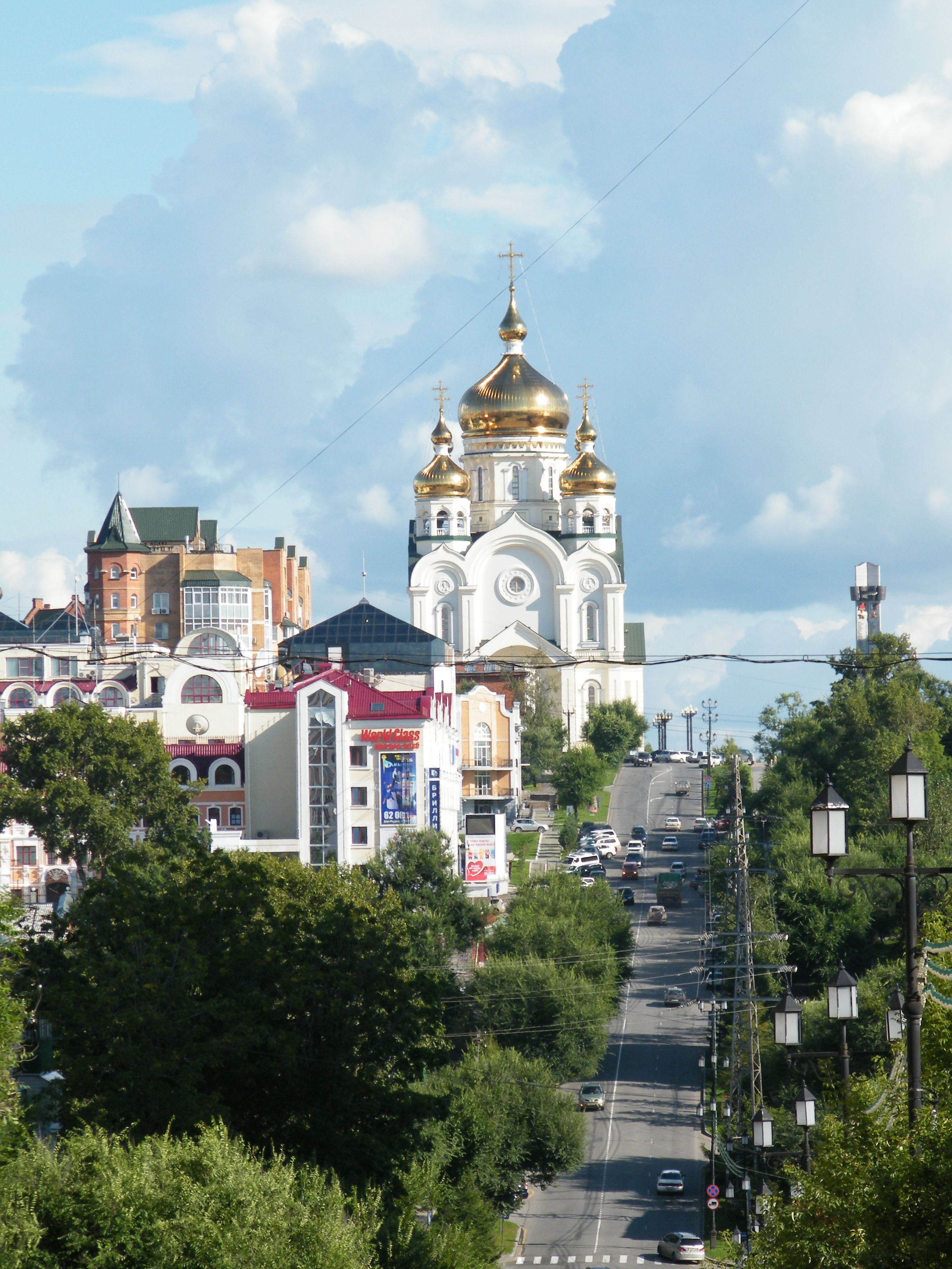
Một nhà thờ ở Khabarovsk

Truyền thống coi Siberia là ngôi nhà nguyên mẫu của pháp sư, và đa thần giáo là phổ biến. Những tập tục thiêng liêng bản địa này được các bộ lạc coi là rất cổ xưa. Có những ghi chép về các phương pháp chữa bệnh của bộ lạc Siberia có từ thế kỷ 13. Lãnh thổ rộng lớn của Siberia có nhiều truyền thống địa phương khác nhau của các vị thần. Những người này Tomam, Xaya Iccita, Zonget. Những nơi có khu vực linh thiêng bao gồm Olkhon, một hòn đảo ở hồ Baikal.

## Ẩm thực
Stroganina là một món cá sống của người bản địa ở Siberia ở miền Bắc Cực được làm từ cá đông lạnh sống, mỏng, dài. Đây là một món ăn phổ biến của người Siberia bản địa